# Tour de France 2016
Die Tour de France 2016 war die 103. Austragung des wichtigsten Etappenradrennens der Welt. Sie startete am 2. Juli 2016 in Le Mont-Saint-Michel und endete nach 3.519 Kilometern verteilt auf 21 Etappen am 24. Juli 2016 auf der Avenue des Champs-Élysées in Paris. Dabei wurden auch Abschnitte außerhalb des Mutterlandes Frankreich, in Spanien, der Schweiz und Andorra, ausgetragen. Insgesamt standen neun Flachetappen, zwei mittelschwere Etappen, acht Bergetappen mit vier Bergankünften und zwei Einzelzeitfahren auf dem Programm.
An der Tour de France 2016 nahmen 198 Fahrer aus 22 Radsportteams teil. Das Ziel in Paris erreichten 174 Rennfahrer. In der Gesamtwertung war der Brite Chris Froome aus der Mannschaft Sky ProCycling zum dritten Mal nach 2013 und 2015 erfolgreich. Er ist damit der erste Fahrer seit Miguel Indurain bei der Tour 1995, der seinen im Vorjahr errungenen Gesamtsieg wiederholen konnte. Auf den Plätzen zwei und drei folgten der Franzose Romain Bardet und der Kolumbianer Nairo Quintana.
In der Punktewertung siegte der Slowake Peter Sagan (Tinkoff) zum fünften Mal in Folge. Die Bergwertung konnte sein Mannschaftskamerad Rafał Majka aus Polen zum zweiten Mal nach 2014 gewinnen. Bester Nachwuchsfahrer wurde der Brite Adam Yates (Orica-BikeExchange). In der Mannschaftswertung siegte das spanische Movistar Team.

## Ausgangslage

### Zusammensetzung des Teilnehmerfeldes

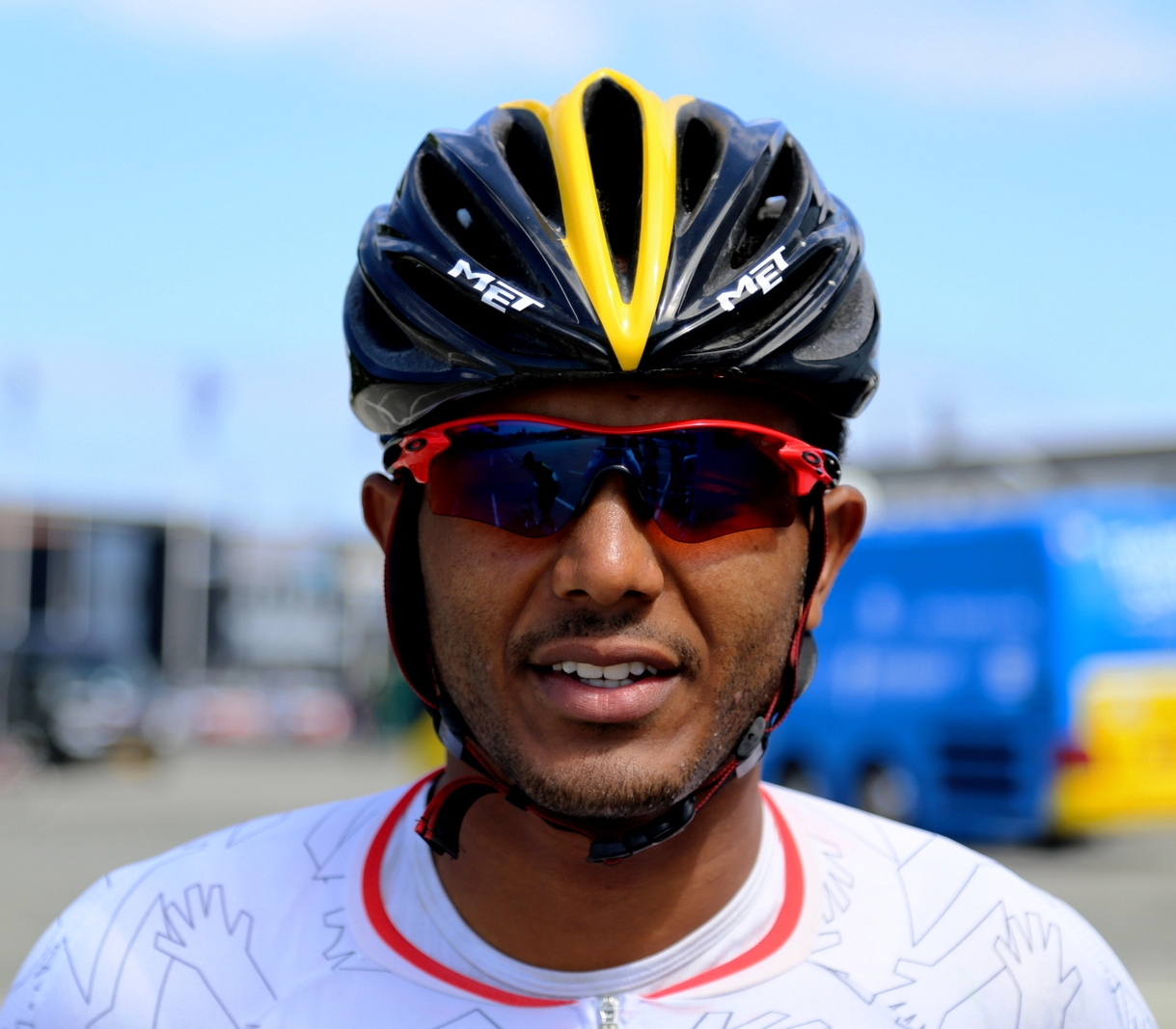
Der Äthiopier Tsgabu Grmay ist der erste Rennfahrer aus seinem Land bei der Frankreich-Rundfahrt.

Für die Rundfahrt waren 198 Fahrer in 22 Mannschaften zu je neun Startern gemeldet. Die Teilnehmer stammten aus 35 Nationen. Das größte Kontingent stellte traditionell das Heimatland der Tour. Es nahmen 38 Franzosen an der Rundfahrt teil. Nach Frankreich folgten Spanien mit 18 Fahrern, die Niederlande mit 15, Belgien mit 14 und Italien mit 13 Startern. Zwölf Rennfahrer kamen aus Deutschland, jeweils neun aus Australien und der Schweiz. Außerdem waren vier Österreicher am Start der Tour de France 2016. Tsgabu Grmay aus der Lampre-Merida-Mannschaft war der erste Äthiopier bei der Tour.
Der am 14. Mai 1974 geborene Matteo Tosatto war mit 42 Jahren wie im Jahr zuvor der älteste Starter der Frankreich-Rundfahrt. Tossato ist über zwei Jahre älter als Greg Henderson, der am 10. September 40 Jahre alt wird und damit der zweitälteste Rennfahrer im Tour-Aufgebot war. Drittältester Sportler war in diesem Jahr Haimar Zubeldia mit 39 Jahren.
Am jüngsten im Starterfeld 2016 war der Norweger Sondre Holst Enger aus dem Schweizer IAM-Team, er wurde am 17. Dezember 1993 geboren und war zum Start der Rundfahrt damit 22 Jahre alt. Der jüngste Starter der Tour 2015, Merhawi Kudus, war noch einen Monat jünger als Holst Enger, wurde aber in diesem Jahr nicht nominiert. Zweitjüngster Starter im Feld war Luka Pibernik von Lampre-Merida, geboren am 23. Oktober 1993, gefolgt von Dylan Groenewegen aus den Niederlanden, geboren am 21. Juni 1993.
Das höchste Durchschnittsalter aller 22 Mannschaften wies das Team Lotto Soudal auf, die Rennfahrer im Tourkader waren dort im Durchschnitt 33 Jahre alt. Das jüngste Team war die Mannschaft Lampre-Merida mit einem mittleren Alter von 27 Jahren. Der durchschnittliche Rennfahrer bei der Tour de France 2016 war etwa 30 Jahre alt. In die Wertung um den besten Nachwuchsfahrer fielen in diesem Jahr 29 Sportler, rund 15 % des Feldes.
Der Franzose Sylvain Chavanel bestritt 2016 seine 16. Tour de France und hatte damit die meisten Tour-Starts aller Fahrer aus dem Feld vorzuweisen. Haimar Zubeldia kam auf 15 Starts, Thomas Voeckler nahm an seiner 13. Frankreich-Rundfahrt teil. Der Australier Adam Hansen hatte seit der Vuelta a España 2011 an jeder Grand Tour teilgenommen und auch jede Rundfahrt beendet. Mit der Tour 2016 bestritt er seine 15. große Landesrundfahrt in Folge bis zum Ende.

### Mannschaften und Fahrer

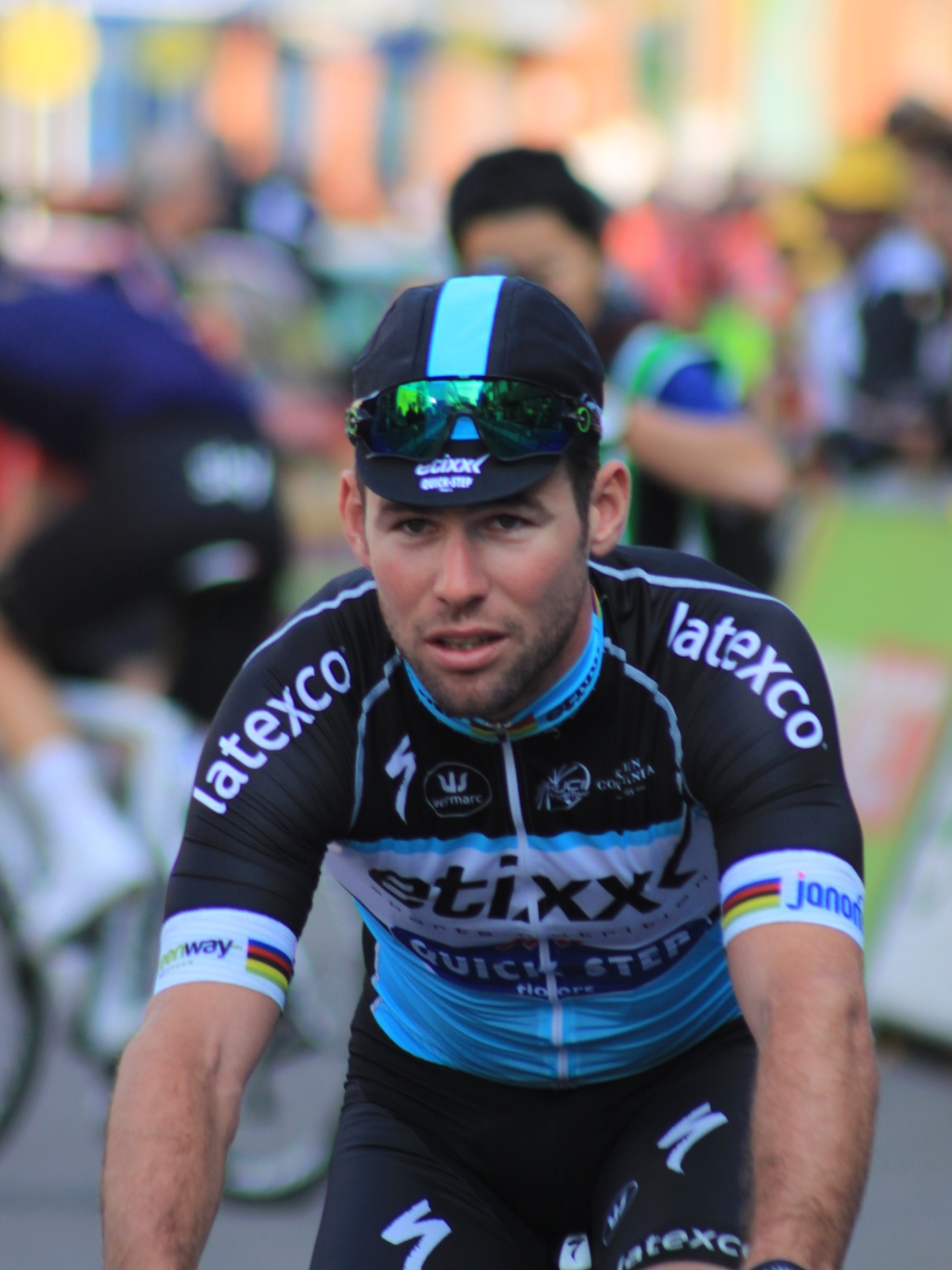
Sprinter Mark Cavendish gewann bisher 26 Tour-Etappen.

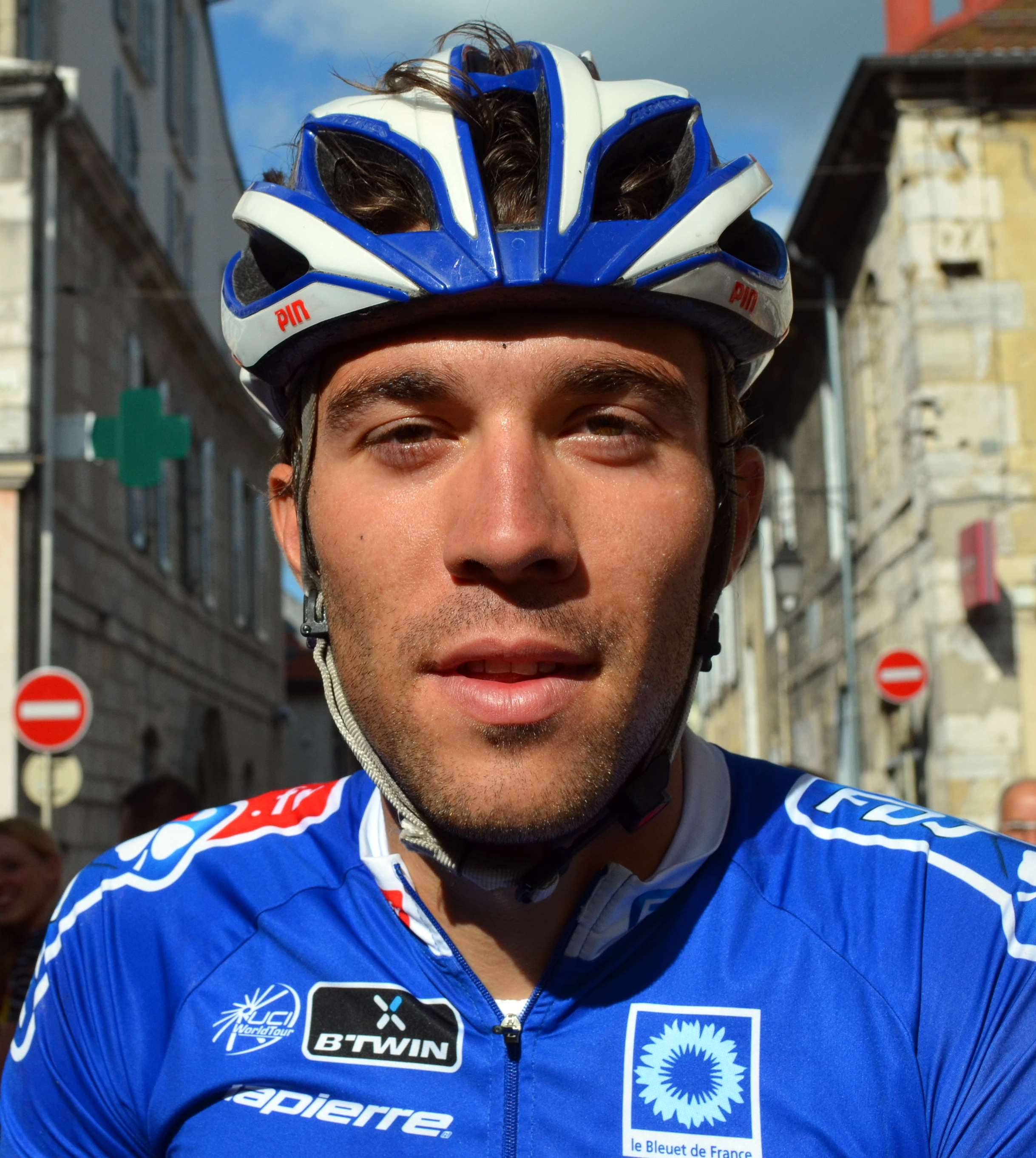
Thibaut Pinot belegte im Jahr 2014 den dritten Gesamtrang.

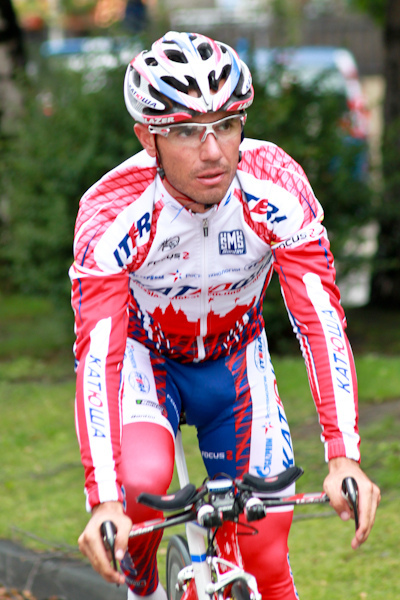
Joaquim Rodríguez stand schon bei allen drei Grand Tours auf dem Podium.

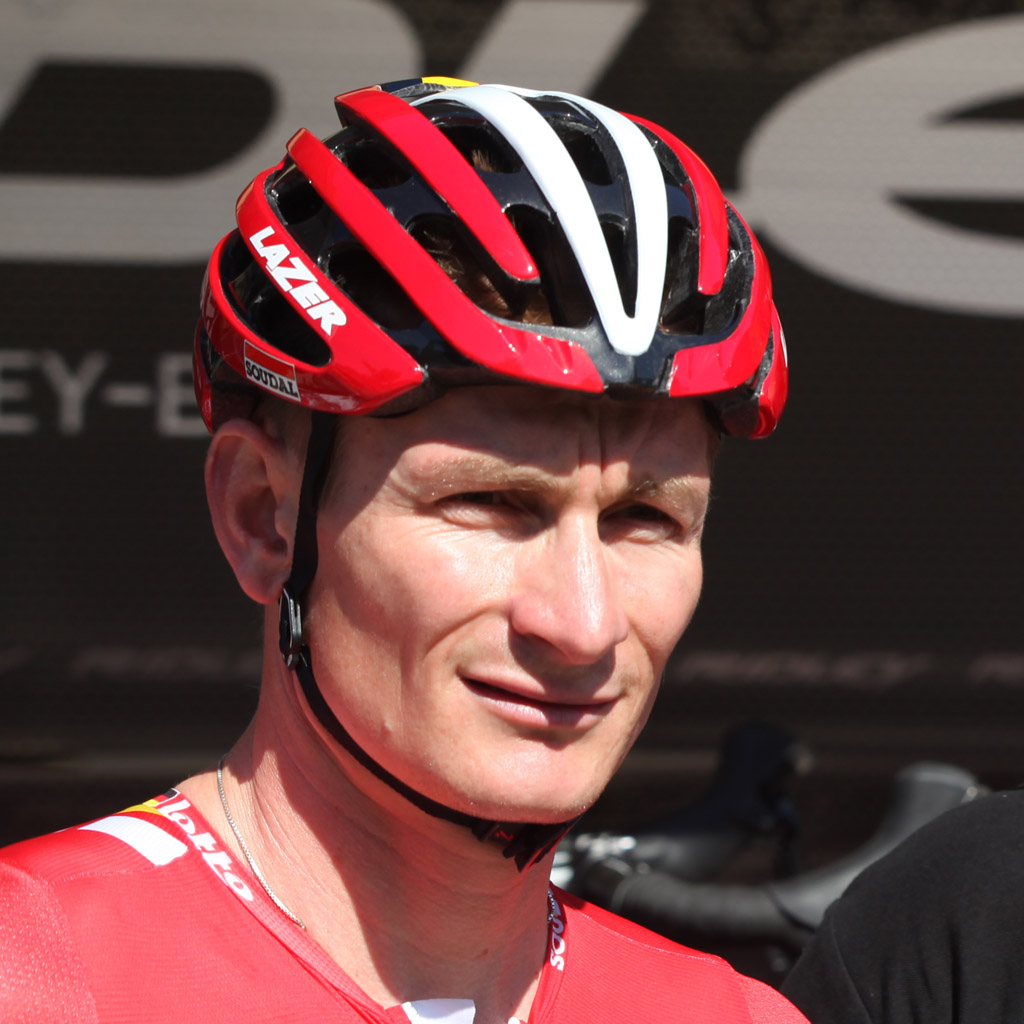
André Greipel soll für seine Mannschaft Sprintsiege erringen.

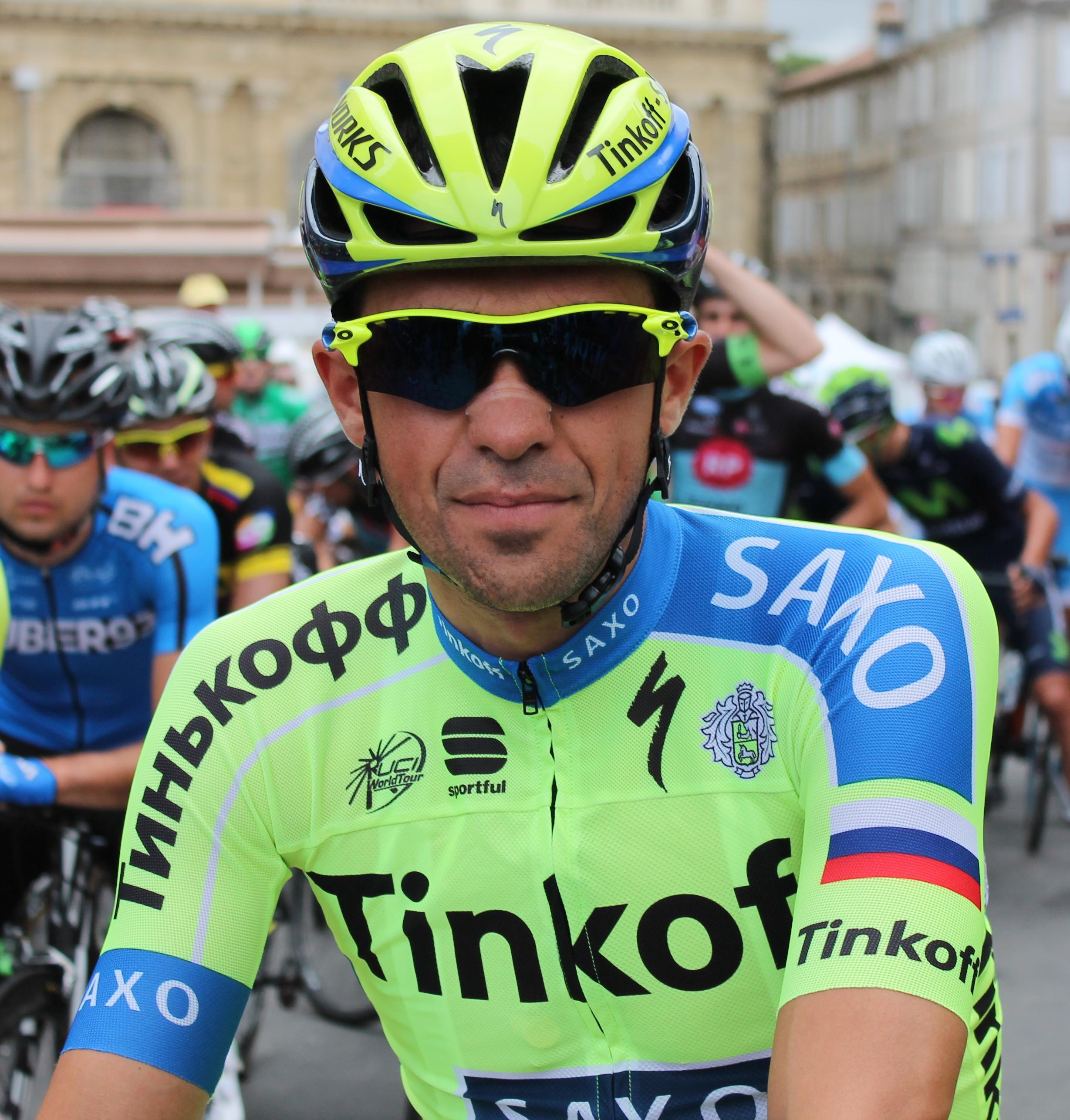
Alberto Contador hat die Tour de France bisher zweimal gewonnen.

| #                                       | C                 | L                      | Team                               |
| 18 UCI WorldTeams                       | 18 UCI WorldTeams | 18 UCI WorldTeams      | 18 UCI WorldTeams                  |
| --------------------------------------- | ----------------- | ---------------------- | ---------------------------------- |
| 41–49                                   | ALM               | Frankreich             | AG2R La Mondiale                   |
| 21–29                                   | AST               | Kasachstan             | Astana Pro Team                    |
| 91–99                                   | BMC               | Vereinigte Staaten     | BMC Racing Team                    |
| 81–89                                   | CDT               | Vereinigte Staaten     | Cannondale-Drapac Pro Cycling Team |
| 101–109                                 | DDD               | Sudafrika              | Team Dimension Data                |
| 181–189                                 | EQS               | Belgien                | Etixx-Quick Step                   |
| 121–129                                 | FDJ               | Frankreich             | FDJ                                |
| 111–119                                 | TGA               | Deutschland            | Team Giant-Alpecin                 |
| 71–79                                   | IAM               | Schweiz                | IAM Cycling                        |
| 141–149                                 | KAT               | Russland               | Team Katusha                       |
| 151–159                                 | LAM               | Italien                | Lampre-Merida                      |
| 51–59                                   | TLJ               | Niederlande            | Team Lotto NL-Jumbo                |
| 161–169                                 | LTS               | Belgien                | Lotto Soudal                       |
| 11–19                                   | MOV               | Spanien                | Movistar Team                      |
| 201–209                                 | OBE               | Australien             | Orica-BikeExchange                 |
| 1–9                                     | SKY               | Vereinigtes Konigreich | Team Sky                           |
| 31–39                                   | TNK               | Russland               | Tinkoff                            |
| 61–69                                   | TFS               | Vereinigte Staaten     | Trek-Segafredo                     |
| 4 UCI Professional Continental Teams    |                   |                        |                                    |
| 131–139                                 | BOA               | Deutschland            | Bora-Argon 18                      |
| 191–199                                 | COF               | Frankreich             | Cofidis, Solutions Crédits         |
| 171–179                                 | DEN               | Frankreich             | Direct Énergie                     |
| 211–219                                 | FVC               | Frankreich             | Fortuneo-Vital Concept             |
| # – Startnummer; C – UCI-Code; L – Land |                   |                        |                                    |

Automatisch startberechtigt waren die 18 UCI WorldTeams. Zusätzlich wurden vom Veranstalter ASO vier UCI Professional Continental Teams eingeladen.
Zwei Mannschaften änderten zur Tour de France ihre Namen. Die australische Mannschaft Orica GreenEdge wechselte den Sponsor und ging unter dem Namen Orica-BikeExchange an den Start. Das US-amerikanische Cannondale Pro Cycling Team erhielt einen Co-Sponsor und änderte seinen Namen in Cannondale-Drapac Pro Cycling Team. Drapac Capital Partners war seit 2006 Sponsor von Drapac Professional Cycling.
 AG2R La Mondiale
→ Start- und Ergebnisliste
Die französische Mannschaft setzte mit dem bereits zweimal unter den besten Zehn platzierten Romain Bardet auf das Gesamtklassement. Im letzten Jahr war der Franzose Neunter in der Endabrechnung. Unterstützt wurde Bardet dabei unter anderem von Domenico Pozzovivo, der bisher vor allem beim Giro d’Italia Erfolge feiern konnte und 34-jährig erstmals bei der Frankreich-Rundfahrt startete. Weitere erfahrene Sportler im Mannschaftsaufgebot waren Cyril Gautier, Jan Bakelants, Samuel Dumoulin und Alexis Vuillermoz.
 Astana Pro Team
→ Start- und Ergebnisliste
Kapitän der mit kasachischer Lizenz startenden und traditionell auf die Gesamtwertung ausgerichteten Mannschaft Astana war Fabio Aru, der die Vuelta a España 2015 gewann. Es war die erste Teilnahme des Italieners bei der Tour de France. Prominentester Helfer Arus war der Tour-Sieger von 2014 und Gewinner des Giro d’Italia 2016, Vincenzo Nibali. Unterstützt wurden die beiden außerdem von Jakob Fuglsang, der 2013 Gesamtsiebter werden konnte, vom mehrfachen Tour-Etappensieger Luis León Sánchez und dem 38 Jahre alten und 23-mal bei einer der großen Landesrundfahrten gestarteten Paolo Tiralongo.
 BMC Racing Team
→ Start- und Ergebnisliste
Mit einer Doppelspitze aus Tejay van Garderen und Richie Porte startete die BMC-Mannschaft in die Tour de France 2016. Van Garderen war im Jahr 2012 bester Jungprofi der Tour und konnte die Frankreich-Rundfahrt 2012 und 2014 jeweils auf dem fünften Gesamtrang abschließen. Der erst zu Saisonbeginn von der Sky-Mannschaft gekommene Richie Porte war vor allem in der Vorsaison mit Siegen bei Paris–Nizza, der Katalonien-Rundfahrt und beim Giro del Trentino erfolgreich. Für Etappensiege kam Klassikerspezialist Greg Van Avermaet in Frage. In den Bergen waren unter anderem Damiano Caruso, Amaël Moinard, Brent Bookwalter und Marcus Burghardt als Helfer für die beiden Teamkapitäne tätig.
 Bora-Argon 18
→ Start- und Ergebnisliste
Das deutsche Professional Continental Team Bora-Argon 18 hatte als Ziel für die Tour de France 2016 das Herausfahren eines Etappensieges ausgegeben. In der Gesamtwertung sollten sich Emanuel Buchmann und Patrick Konrad aus Österreich unter den zwanzig Besten platzieren. Für den Etappenerfolg sollten auch Bartosz Huzarski, Jan Bárta oder der Sprinter Sam Bennett sorgen. Paul Voß und Andreas Schillinger waren neben Buchmann die weiteren Deutschen im Mannschaftskader.
 Cannondale-Drapac Pro Cycling Team
→ Start- und Ergebnisliste
Neuverpflichtung Pierre Rolland (bis zur letzten Saison beim Team Europcar) führte die Mannschaft als Kapitän in die Frankreich-Rundfahrt. Der zweimalige Tour-Etappensieger und Gewinner der Nachwuchswertung im Jahr 2011 wollte sich eine gute Platzierung im Gesamtklassement herausfahren, aber auch seine dritte Etappe bei der Rundfahrt gewinnen. In den Jahren 2011, 2012 und 2015 war Rolland bereits unter die besten Zehn der Tour de France gekommen. Rolland war mit seiner achten Teilnahme auch gleichzeitig der erfahrenste Tour-Fahrer im Aufgebot von Cannondale. Unterstützt wurde Rolland unter anderem von Lawson Craddock. Für einen Etappenerfolg hätte Ramūnas Navardauskas sorgen können.
 Cofidis, Solutions Crédits
→ Start- und Ergebnisliste
Das französische Team war ursprünglich ganz auf Sprinter Nacer Bouhanni ausgerichtet, dem Geoffrey Soupe, Christophe Laporte, Jérôme Cousin, Cyril Lemoine und Borut Božič für den Sprintzug zur Seite gestellt waren. Am 29. Juni wurde bekannt, dass Bouhanni aufgrund einer Handverletzung, die er sich bei einem Streit mit Hotelgästen zugezogen hatte, nicht bei der Tour starten kann. Seinen Platz nahm Nicolas Edet ein, der gemeinsam mit Daniel Navarro, Arnold Jeannesson und Luis Ángel Maté in den Bergen zum Zug kommen sollte.
 Team Dimension Data
→ Start- und Ergebnisliste
Die Mannschaft Dimension Data nahm im letzten Jahr unter dem Namen MTN-Qhubeka mit einer Wildcard erstmals an der Tour de France teil. Bei der zweiten Teilnahme, als direkt eingeladenes UCI WorldTeam, sollte vor allem der 26-fache Tour-Etappensieger Mark Cavendish für Etappensiege bei Sprintankünften sorgen. Der Brite wechselte zur Saison 2016 gemeinsam mit seinem wichtigsten Anfahrer Mark Renshaw zur südafrikanischen Mannschaft. Die auf Bergetappen erfolgreich gewesenen Daniel Teklehaimanot (erster afrikanischer Träger des Gepunkteten Trikots 2015) und Serge Pauwels (13. Gesamtrang 2015) waren wieder im Mannschaftskader, genauso wie Stephen Cummings und Edvald Boasson Hagen, die schon Etappen der Frankreich-Rundfahrt gewinnen konnten.
 Direct Énergie
→ Start- und Ergebnisliste
Die französische Mannschaft, in den letzten Jahren unter dem Namen des ehemaligen Sponsors Europcar aufgetreten, hatte zur Tour den bis dahin erfolgreichsten Fahrer nach Etappensiegen, Bryan Coquard, im Aufgebot. Auf ihn sollten sich die Anstrengungen in den Flachetappen konzentrieren. Bisher war Coquard noch kein Etappenerfolg bei der Tour de France gelungen. Im Kader von Direct Énergie standen zudem zwei erfahrene und bekannte französische Radprofis: Sylvain Chavanel und Thomas Voeckler hatten beide bei der Tour schon Etappen gewonnen und das Gelbe Trikot getragen. Voecklers beste Platzierung im Gesamtklassement war ein vierter Rang aus dem Jahr 2011. Beide Fahrer sollten sich in Ausreißergruppen auf die Jagd nach Etappenerfolgen in den Bergen machen.
 Etixx-Quick Step
→ Start- und Ergebnisliste
Wichtigste Personalie des belgischen Teams war Marcel Kittel, der die Tour-de-France-Sprintankünfte der Jahre 2013 und 2014 dominierte und in der Saison 2016 bis Tourbeginn zehn Siege einfahren konnte. Für die Formierung von Kittels Sprintzug waren Iljo Keisse, Maximiliano Richeze, Fabio Sabatini und Julien Vermote im Tour-Aufgebot von Etixx-Quick Step. Im bergigen Terrain sollten dann Daniel Martin und der erstmals bei einer großen Landesrundfahrt startende Julian Alaphilippe zum Zug kommen. Alaphilippe konnte in dieser Saison bereits die Kalifornien-Rundfahrt und die Nachwuchswertung des Critérium du Dauphiné für sich entscheiden. In den Zeitfahren und Bergetappen hatte außerdem Tony Martin Chancen auf vordere Platzierungen.
 FDJ
→ Start- und Ergebnisliste
Die Mannschaft startete mit zwei Schweizern und sieben Franzosen in die Tour de France 2016. Sie war in diesem Jahr auf die Gesamtwertung und Etappensiege in Bergetappen ausgerichtet, da der Sprinter Arnaud Démare nicht nominiert wurde. Im Gesamtklassement sollte sich Thibaut Pinot möglichst weit vorn platzieren. Pinot war 2014 als Gesamtdritter bester Nachwuchsfahrer der Frankreich-Rundfahrt und errang bisher dreimal eine Top-10-Platzierung bei Grand Tours. Im letzten Jahr konnte er eine Etappe gewinnen, wurde aber in der Endabrechnung nur 16. Zu den erfahrensten Helfern Pinots gehörten Jérémy Roy und William Bonnet, die ihre neunte bzw. achte Tour de France absolvierten.
 Fortuneo-Vital Concept
→ Start- und Ergebnisliste
Der französische Zweitdivisionär ging ohne feste Kapitänsrolle in die 103. Frankreich-Rundfahrt. Fahrer wie Pierre-Luc Périchon, Anthony Delaplace und Chris Anker Sørensen sollten über die Beteiligung an Fluchtgruppen versuchen, Etappensiege zu erzielen. Einen Etappenerfolg hatte das bis zum letzten Jahr unter dem Namen Bretagne-Seché-Environnement angetretene Team bei der Tour noch nicht erringen können. Brice Feillu, der gemeinsam mit Delaplace zum sechsten Mal bei der Tour de France startet, konnte im letzten Jahr unter die Top 20 des Gesamtklassements fahren.
 Team Giant-Alpecin
→ Start- und Ergebnisliste
Warren Barguil, im letzten Jahr 14. des Endklassements, führte die mit deutscher Lizenz startende Mannschaft mit Blick auf die Gesamtwertung in das Rennen. Bei der Vuelta a España 2014 konnte der Franzose bereits unter die besten Zehn fahren und erreichte den achten Gesamtrang. Unterstützt wurde Barguil dabei von dem Niederländer Laurens ten Dam, der seit dieser Saison für Giant-Alpecin fuhr und bereits einmal die Top 10 der Tour erreichte. Auch Tom Dumoulin befand sich im Kader der Mannschaft, er wollte sich aber auf das nach der Tour stattfindende olympische Zeitfahren in Rio konzentrieren. Dennoch war Dumoulin in den beiden Fahrten gegen die Uhr bei der Tour eine Siegoption, genauso wie John Degenkolb, der auf den etwas anspruchsvolleren Ankünften um den Etappensieg mitsprinten sollte und dafür auch einige Helfer hatte.
 IAM Cycling
→ Start- und Ergebnisliste
Die Mannschaft aus der Schweiz wollte das Top-10-Resultat von Mathias Frank aus dem letzten Jahr möglichst wiederholen. Zu dessen Unterstützung war erneut Jarlinson Pantano nominiert worden, der zusammen mit Frank eine Doppelspitze für den Fall bildete, dass einer von beiden aus- oder zurückfällt. Die übrigen Fahrer, darunter Martin Elmiger und Reto Hollenstein, sollten in Ausreißergruppen versuchen, einen Etappenerfolg zu erzielen. Mit Sondre Holst Enger hatte das Team zudem den jüngsten Rennfahrer bei der diesjährigen Tour de France nominiert. Der Norweger fuhr genauso wie Oliver Naesen aus Belgien seine erste Frankreich-Rundfahrt.
 Team Katusha
→ Start- und Ergebnisliste
In der Katusha-Mannschaft aus Russland gab es einerseits die Bergspezialisten, dazu gehörten Joaquim Rodríguez, Jurgen van den Broeck und Ilnur Zakarin, andererseits die Sprinter um Alexander Kristoff aus Norwegen. Rodríguez war bei Giro und Vuelta schon Zweiter, bei der Tour de France 2013 Dritter, und gehörte inzwischen zu den ältesten Startern im Feld. Vor zwei Jahren konnte Rodríguez zwei Tour-Etappen gewinnen, schaffte es aber nicht unter die besten 20 Fahrer in der Gesamtwertung. Auch der Belgier van den Broeck war vor einiger Zeit schon vorn in der Tour-Gesamtwertung platziert, konnte diese Resultate danach aber nicht erneut einfahren. Ilnur Zakarin war bis zu seinem Sturz beim Giro auf dem Weg, sich in den besten Fünf der Gesamtwertung zu platzieren. Alexander Kristoff konnte 2014 zwei Etappen gewinnen, blieb aber im letzten Jahr sieglos. Zu seiner Unterstützung waren Jacopo Guarnieri, Michael Mørkøv und Marco Haller im Tour-Aufgebot.
 Lampre-Merida
→ Start- und Ergebnisliste
Die Fahrer für die Gesamtwertung bei Lampre-Merida waren Rui Costa, mehrmaliger Etappengewinner bei der Tour, und Neuzugang Louis Meintjes, der bei der Vuelta a España 2015 noch in Diensten der Mannschaft MTN-Qhubeka den zehnten Gesamtrang erreichte. Meintjes war auch einer der vier Jungprofis in der Mannschaft, die von allen Teams bei der Tour den niedrigsten Altersdurchschnitt hatte. Tsgabu Grmay, Luka Pibernik und Jan Polanc zählten ebenfalls in diese Wertung, Tsgabu Grmay war zudem der erste Fahrer aus Äthiopien, der an einer Tour de France teilnahm. Neben den Ambitionen auf die Gesamtwertung lag das Augenmerk dieser Mannschaft vor allem auch auf Etappensiegen.
 Team Lotto NL-Jumbo
→ Start- und Ergebnisliste
Die niederländische Mannschaft wurde von Wilco Kelderman in die Tour de France 2016 geführt. Der ursprünglich für die Kapitänsrolle vorgesehene Sechstplatzierte des letzten Jahres, Robert Gesink, konnte wegen einer Sturzverletzung von der Tour de Suisse nicht starten. Kelderman sollte neben einer guten Gesamtplatzierung auch einen Etappensieg ins Visier fassen. Insgesamt standen fünf Debütanten im Aufgebot der Mannschaft, erfahrenster Teilnehmer war Maarten Wynants, der seine fünfte Frankreich-Rundfahrt absolvierte.
 Lotto Soudal
→ Start- und Ergebnisliste
Im Kader der belgischen Mannschaft waren hauptsächlich Fahrer aufgeboten, die Sprinter André Greipel im Sprintzug unterstützen sollten. Greipel zählte zu den großen Favoriten bei Massensprints und gewann im letzten Jahr vier Etappen der Tour und beim Giro 2016 drei Etappen im Sprint. Auf bergigen Etappen sollten Tony Gallopin, 2014 für einen Tag Träger des Gelben Trikots, Thomas De Gendt und Adam Hansen, der seine 15. große Landesrundfahrt hintereinander bestritt, die vorderen Plätze erreichen. Tour-Erfahrenster Teilnehmer im Lotto-Soudal-Aufgebot war Greipels deutscher Anfahrer Marcel Sieberg.
 Movistar Team
→ Start- und Ergebnisliste
Bei der 103. Frankreich-Rundfahrt war im spanischen Movistar-Team alles auf den Sieg des Kolumbianers Nairo Quintana ausgerichtet. Quintana war 2013 und 2015 Zweiter bei der Tour de France und gewann im Jahr 2014 den Giro d’Italia. Zweimal war er bester Nachwuchsfahrer und gewann 2013 außerdem die Bergwertung. Selbst Alejandro Valverde, im letzten Jahr hinter Quintana noch Dritter bei der Tour, sollte sich voll in den Dienst des Kolumbianers stellen. Die weiteren Rennfahrer im Kader, darunter Ion Izagirre, Daniel Moreno, Winner Anacona und Nélson Oliveira, sind allesamt Bergspezialisten zur Unterstützung Quintanas gewesen. Bei der Tour 2015 gewann das Movistar-Team die Mannschaftswertung.
 Orica-BikeExchange
→ Start- und Ergebnisliste
Die australische Mannschaft ging ohne Ambitionen aufs Gesamtklassement in die Tour de France 2016. Vielmehr sollten einzelne Fahrer für Etappenerfolge, auch aus Fluchtgruppen heraus, sorgen. Dazu zählten Adam Yates und Rubén Plaza auf anspruchsvolleren Etappen, Michael Matthews auf relativ flachem Terrain, Michael Albasini und Mathew Hayman (Sieger von Paris–Roubaix 2016). Simon Gerrans fuhr seine elfte Tour de France und zählte damit zu den erfahrensten Sportlern im Peloton.
 Team Sky
→ Start- und Ergebnisliste
Chris Froome sollte in diesem Jahr seinen dritten Tour-de-France-Gesamtsieg nach 2013 und 2015 feiern. In der Vorbereitung zur Tour gewann der Brite das Critérium du Dauphiné. Unterstützt wurde er dabei von einem starken Kader: Geraint Thomas war im letzten Jahr lange Zeit vorn im Gesamtklassement platziert und konnte Froome zusammen mit Wout Poels lange unterstützen. Auch Mikel Nieve, Etappensieger und Gewinner der Bergwertung (Giro d’Italia) des Giro d’Italia 2016, sollte dem Briten in den Bergen helfen. Ebenfalls im Aufgebot stand Mikel Landa, der beim Giro 2015 Dritter wurde, zuvor aber an diese Leistungen nicht anknüpfen konnte. Auch Sergio Henao war ein starker Bergfahrer. Zeitfahrspezialist Wassil Kiryjenka sollte viel Tempoarbeit für die Mannschaft verrichten. Ian Stannard und Luke Rowe hätten zudem für Etappensiege auf mittelschweren Etappen sorgen können.
 Tinkoff
→ Start- und Ergebnisliste
Das russische Radsportteam war rund um die Fahrer Alberto Contador und Peter Sagan aufgebaut. Contador hatte alle Grand Tours mehr als einmal gewonnen und wollte im Jahr 2016 die Tour zum dritten Mal nach 2007 und 2009 gewinnen. Contadors Helfer in den Bergen waren Roman Kreuziger und Rafał Majka, die auch schon in den Top-10-Bereich von großen Rundfahrten vorstoßen konnten. Dazu kam noch Robert Kišerlovski. Peter Sagan hatte in den letzten vier Jahren jeweils die Punktewertung gewonnen und strebte den Gewinn des fünften Grünen Trikots genauso wie einen weiteren Etappensieg an. Ihm standen Oscar Gatto, Matteo Tosatto, Maciej Bodnar und Michael Valgren zur Seite.
 Trek-Segafredo
→ Start- und Ergebnisliste
Kapitän der Mannschaft war der Niederländer Bauke Mollema, der seit 2013 bei der Tour immer eine Platzierung unter den besten Zehn erreichen konnte. Unterstützt wurde er vor allem von Fränk Schleck und Haimar Zubeldia, die ebenfalls schon Top-10-Resultate bei Grand Tours vorzuweisen hatten. Fabian Cancellara fuhr seine letzte Tour de France und hätte in einem der Zeitfahren für einen Etappensieg sorgen können. Mit diesem Ziel traten auch Jasper Stuyven und Edward Theuns an, die über Fluchtgruppen zu einem Etappenerfolg gelangen sollten. Haimar Zubeldia nahm an seiner 15. Frankreich-Rundfahrt seit 2001 teil (kein Start 2010) und war damit nach Sylvain Chavanel der Rennfahrer mit den zweitmeisten Tour-Teilnahmen, der in diesem Jahr gemeldet war.

### Favoriten

#### Gesamtklassement

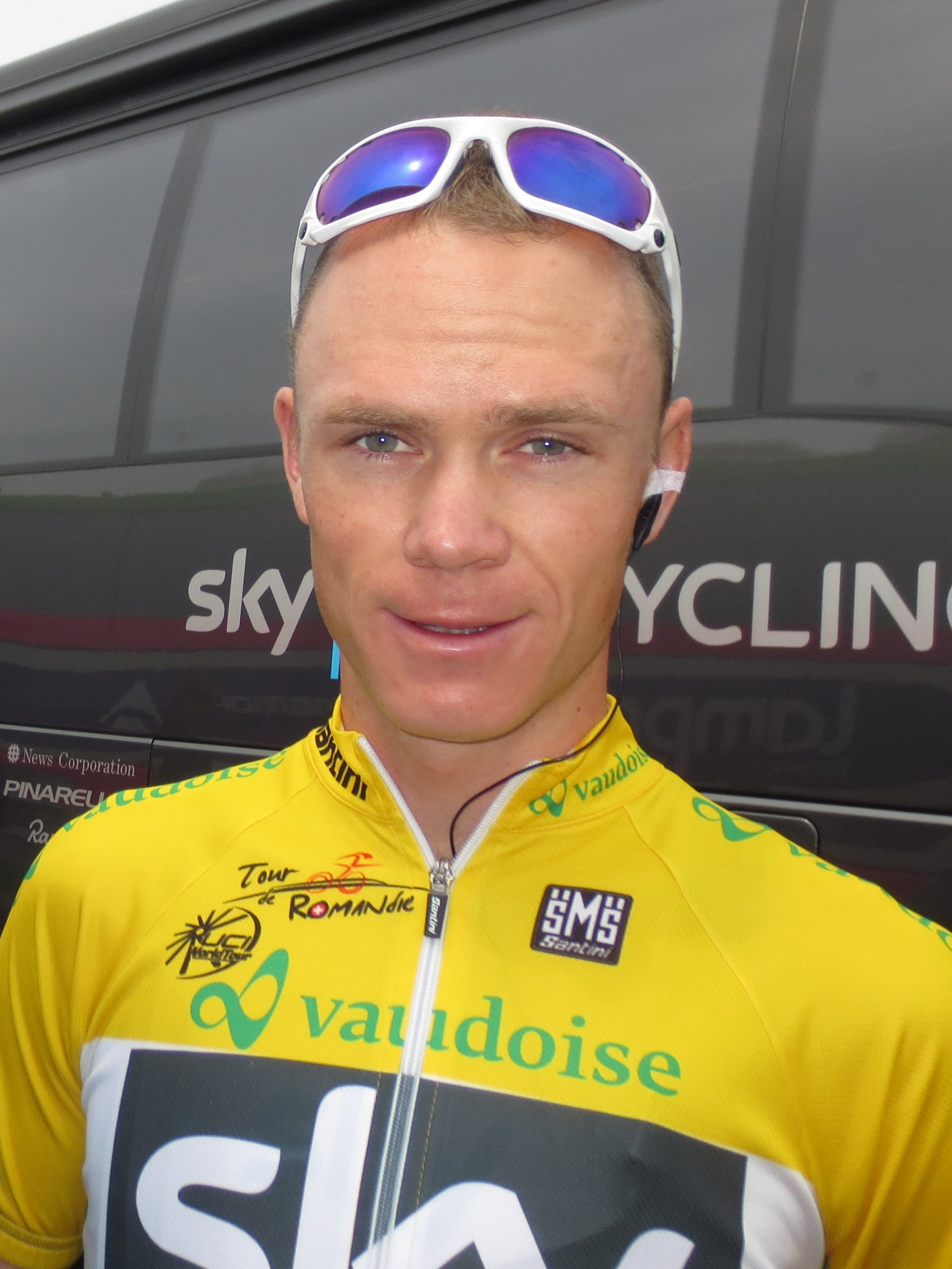
Vorjahressieger Chris Froome war beim Critérium du Dauphiné erfolgreich.

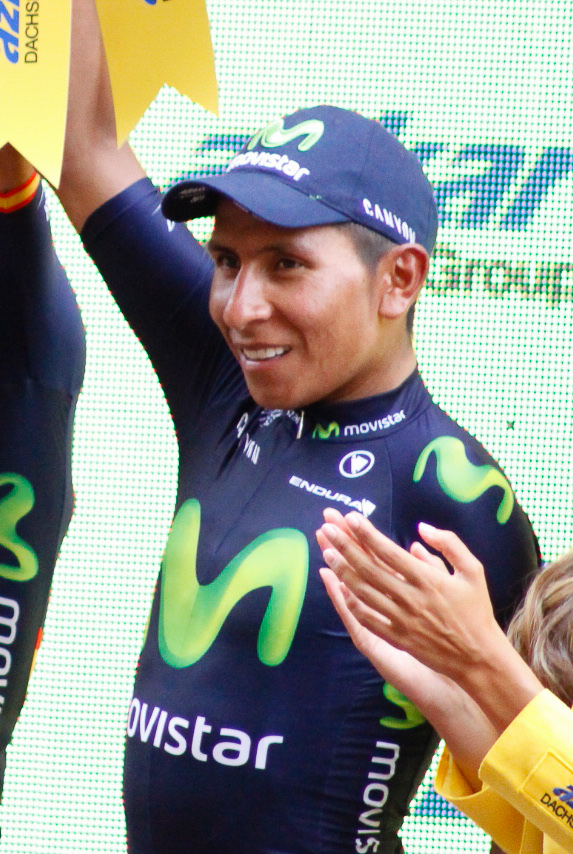
Nairo Quintana gewann in Vorbereitung auf die Tour die Route du Sud.

Die beiden Topfavoriten im Kampf um das Maillot Jaune waren im Vorfeld vor allem der Vorjahressieger Chris Froome (SKY) und der Vorjahreszweite Nairo Quintana (MOV). Froome gewann in der Vorbereitung zur Tour das Critérium du Dauphiné, Quintana war bei der Route du Sud erfolgreich. Der Spanier Alberto Contador (TNK) kam ebenfalls noch für einen Sieg in Frage. Er nahm ebenfalls an der Dauphiné teil und belegte dort den fünften Gesamtrang. Anwärter für einen Platz auf dem Podest waren der Dritte von 2014, Thibaut Pinot (FDJ), und Richie Porte (BMC), der im letzten Jahr noch für Chris Froome in der Sky-Mannschaft fuhr und nun Kapitän der BMC-Mannschaft war.
Aussichtsreiche Chancen auf einen Platz unter den besten Fünf hatten Warren Barguil, Tejay van Garderen, Romain Bardet und Fabio Aru, der Sieger der Vuelta 2015. Der Schweizer Mathias Frank, Alejandro Valverde aus Spanien, Pierre Rolland (Zehntplatzierter 2015), Ilnur Zakarin, Bauke Mollema, Wilco Kelderman, Daniel Martin und Vincenzo Nibali kamen für einen Platz in den Top-10 in Frage.
Mit Ausnahme von Robert Gesink (6.), Andrew Talansky (11.) und Samuel Sánchez (12.) waren alle Fahrer aus den Besten 20 des letzten Jahres auch 2016 wieder am Start. Außerdem standen neun Fahrer aus dem Tour-Aufgebot bereits einmal auf dem Podium der Frankreich-Rundfahrt: Chris Froome (Sieger 2013 und 2015, Zweiter 2012), Nairo Quintana (Zweiter 2013 und 2015), Alberto Contador (Sieger 2007 und 2009) Alejandro Valverde (Dritter 2015), Vincenzo Nibali (Sieger 2014, Dritter 2012), Thibaut Pinot (Dritter 2014), Joaquim Rodríguez (Dritter 2013), Fränk Schleck (Dritter 2011) und Jurgen van den Broeck (Dritter 2010).

#### Weitere Wertungen
Mit zusammen 18 Etappensiegen waren Marcel Kittel und André Greipel die beiden Topfavoriten auf Etappensiege im Massensprint. Auch Weltmeister Peter Sagan, der in den letzten vier Jahren das Grüne Trikot gewonnen hat, gehörte zu den schnellsten Fahrern im Peloton. Mitfavoriten waren außerdem Mark Cavendish, Alexander Kristoff und John Degenkolb. Edvald Boasson Hagen, Bryan Coquard und Michael Matthews hatten Außenseiterchancen.
In der Bergwertung hatten neben den Klassementfahrern auch ausgewiesene Bergspezialisten wie beispielsweise Pierre Rolland, Joaquim Rodríguez oder Rafał Majka Chancen auf den Gewinn des Gepunkteten Trikots.
Der Kampf um das Weiße Trikot wurde im Vorfeld zwischen Warren Barguil, Wilco Kelderman und Louis Meintjes erwartet. Außenseiterchancen wurden Julian Alaphilippe, Adam Yates, Eduardo Sepúlveda, Lawson Craddock und Emanuel Buchmann zugesprochen.

### Reglement
Im Vergleich zum letzten Jahr, in dem mehrere Abschnitte des Tour-Reglements geändert wurden, gab es zur Tour de France 2016 nur geringfügige Änderungen und höhere Preisgeldausschüttungen.
Der Führende der Gesamtwertung trägt das Gelbe Trikot. Die Reihenfolge der Wertung ergibt sich aus den Zeitabständen zwischen den einzelnen Fahrern nach jeder Etappe. Zusätzlich gibt es im Ziel einer jeden Etappe, außer den Zeitfahren, Zeitgutschriften in Höhe von 10, 6 und 4 Sekunden für die ersten drei Fahrer.
Der Führende der Punktewertung trägt das Grüne Trikot (maillot vert). Anhand der Kategorie der jeweiligen Etappe werden die Punkte folgendermaßen vergeben:
- Etappenankünfte:
  - acht Flachetappen:[A 1] 50, 30, 20, 18, 16, 14, 12, 10, 8, 7, 6, 5, 4, 3 und 2 Punkte für die ersten 15 Fahrer im Ziel
  - vier Mittelgebirgsetappen:[A 2] 30, 25, 22, 19, 17, 15, 13, 11, 9, 7, 6, 5, 4, 3 und 2 Punkte für die ersten 15
  - sechs Hochgebirgsetappen[A 3] und zwei Einzelzeitfahren:[A 4] 20, 17, 15, 13, 11, 10, 9, 8, 7, 6, 5, 4, 3, 2, und einen Punkt für die ersten Zehn
- Zwischensprints:[A 5] 20, 17, 15, 13, 11, 10, 9, 8, 7, 6, 5, 4, 3, 2, und einen Punkt für die ersten 15

Der Führende der Bergwertung trägt das Gepunktete Trikot (maillot à pois). Die Vergabe der Punkte richtet sich nach Schwierigkeit der 58 Anstiege in fünf Kategorien. Bei den Bergankünften der 9., 12., 17. und 19. Etappe wird die doppelte Anzahl an Punkten vergeben.
- sieben Anstiege der Hors Catégorie (HC): 25, 20, 16, 14, 12, 10, 8, 6, 4 und zwei Punkte für die ersten zehn Fahrer an der Bergwertung
- 14 Berge der ersten Kategorie: 10, 8, 6, 4, 2 und einen Punkt für die ersten Sechs
- zwölf Berge der zweiten Kategorie: 5, 3, 2 und einen Punkt für die ersten Vier
- sieben Anstiege der dritten Kategorie: 2 und einen Punkt für die ersten Beiden
- 18 Anstiege der vierten Kategorie: einen Punkt für den Ersten

Der Führende der Nachwuchswertung trägt das Weiße Trikot (maillot blanc). Um das Weiße Trikot des besten Jungprofis kämpfen alle Fahrer, die nach dem 1. Januar 1991 geboren wurden. Die Reihenfolge ergibt sich aus der Platzierung dieser Fahrer in der Gesamtwertung.
Die Fahrer der führenden Mannschaft in der Teamwertung tragen jeweils eine gelbe Rückennummer. Für diese Wertung wird die Zeit der besten drei Fahrer eines Teams bei jeder Etappe addiert.
Der kämpferischste Fahrer einer Etappe wird von einer Jury mit der Roten Rückennummer ausgezeichnet.
Sonderpreise:
- Das Souvenir Jacques Goddet erhält der erste Fahrer auf dem Col du Tourmalet (8. Etappe).
- Das Souvenir Henri Desgrange erhält der erste Fahrer auf dem Port d’Envalira (10. Etappe, höchster Punkt der Tour).
- Den Prix Bernard Hinault erhält derjenige Fahrer, der während des zweiten Zeitfahrens (18. Etappe) den Anstieg zum Côte de Domancy am schnellsten bewältigt. Diese Sonderwertung wurde 2016 zum ersten Mal vergeben.

## Tourverlauf

### Streckenführung und Etappenplan

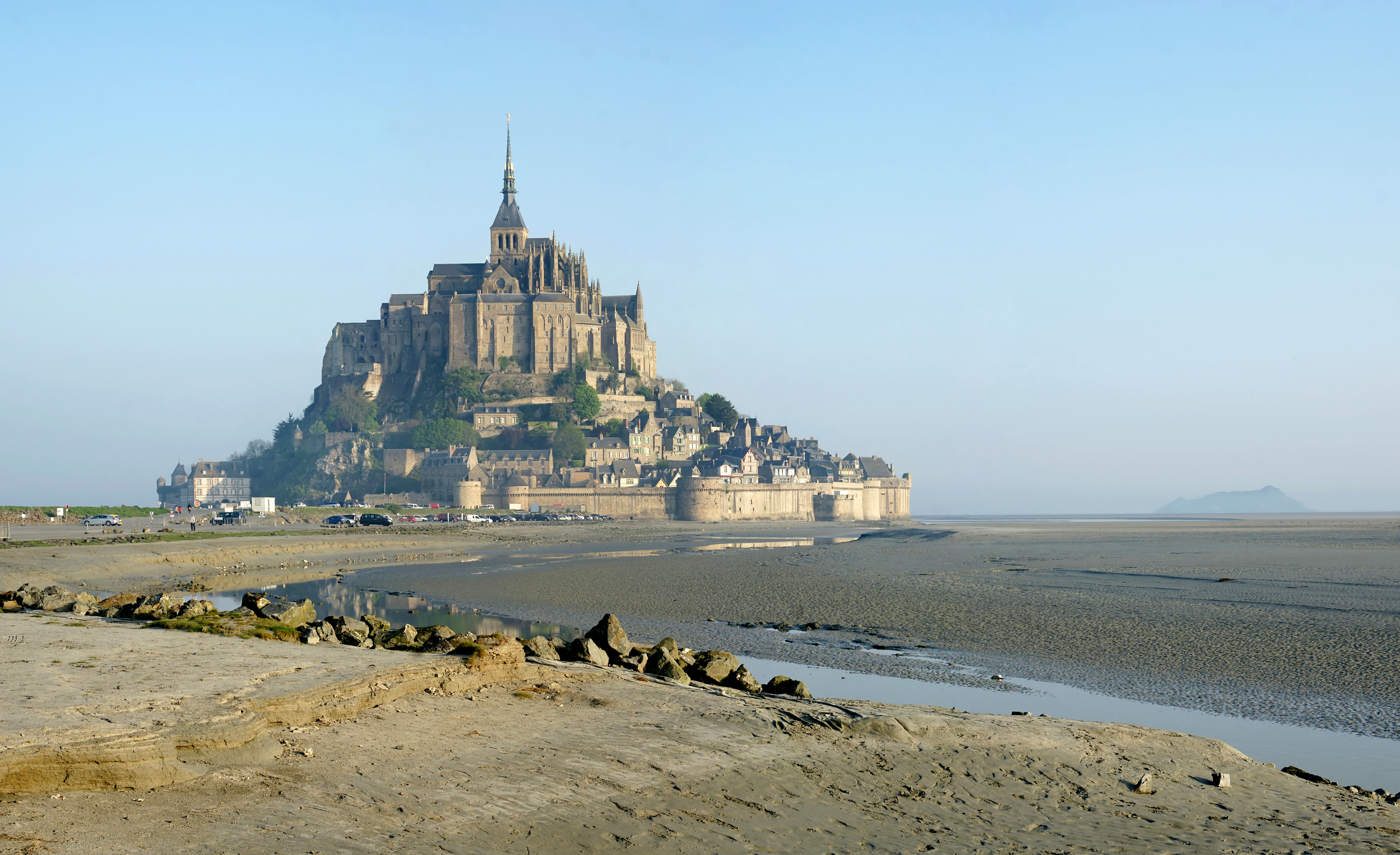
Auftakt der großen Schleife war am Fuße des Mont-Saint-Michel.

#### Grand Départ
Erstmals in der Geschichte der Tour fand der Grand Départ im Nordwesten Frankreichs, im Département Manche, statt. Ziel der ersten Etappe war der Utah Beach, wo die Landung der Alliierten in der Normandie im Zweiten Weltkrieg stattfand.

#### Streckenführung
Auf einen Prolog und ein Mannschaftszeitfahren wurde 2016 verzichtet.
Die erste und die zweite Etappe lagen an der Küste des Ärmelkanals, bei beiden Etappen waren Punkte für die Bergwertung und jeweils ein Zwischensprint zu gewinnen. Die Ankunft der zweiten Etappe in Cherbourg-en-Cotentin zeichnete sich dadurch aus, dass dort die Fahrer zwei kurze, steile Anstiege bewältigen mussten. Die zweite Steigung zum Vorort La Glacerie, genannt „Côte de La Glacerie“, von 6,5 % im Durchschnitt und in der Spitze 14 %, war 1,9 km lang und führte von 12 m auf 136 m Höhe. Es folgte eine kurze abschüssige Strecke, um dann leicht ansteigend ins Ziel zu führen. Auch die Etappen drei und vier gehörten noch zu den Flachetappen, doch im letzten Drittel der vierten Etappe deutete sich bereits ein Wandel an. Das Département Haute-Vienne, mit Zielankunft im Ort Limoges, lag in den nordwestlichen Ausläufern des Zentralmassivs, wodurch diese Etappe bei Bonnac-la-Côte ihre maximale Höhe von 452 m erreichte, um bis zum Ziel in weiteren 27,5 km auf nur noch 264 m Höhe abzufallen. Zwei Zwischensprints und weitere Bergwertungen ermöglichten den Fahrern auf beiden Etappen weitere Punkte und Preisgelder zu erhalten. In der Etappe fünf von Limoges zur Wintersportstation Super Lioran waren einige Berge zu erklimmen und Abfahrten zu meistern: der Pas de Peyrol (1589 m), der Col du Perthus (1309 m) und kurz vor dem Ziel der Col de Font de Cère (1294 m). Mit der sechsten Etappe verließ die Tour das Zentralmassiv.

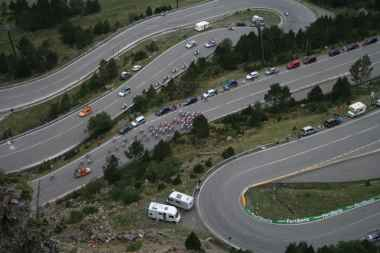
Arcalis, Andorra (2007)

Die Hochgebirgsetappen in den Pyrenäen begannen mit der siebten Etappe. In dieser Etappe erwartete die Fahrer nur etwa 20 Kilometer vor Ende der Etappe ein 12 Kilometer langer Anstieg der Kategorie 1 zum Col d’Aspin (1490 m) mit einer durchschnittlichen Steigung von etwa 6,5 Prozent. Während der Anstieg nur gelegentlich kurvig war, war die darauf folgende Abfahrt sehr kurvig und bis zum Ortseingang von Arreau waren auch die Straßen nicht sehr breit. Die achte Etappe war noch anspruchsvoller, da sie einen Anstieg der Kategorie 2 zum Hourquette d’Ancizan (1564 m) und zwei Anstiege der Kategorie 1 zum Col de Val Louron-Azet (1580 m) und zum Col de Peyresourde (1569 m) aufwies. Der weitere Anstieg zum Col du Tourmalet (2115 m) war sogar der Kategorie HC zugeordnet. Auf der neunten Etappe begann am spanischen Startort Vielha e Mijaran bereits der Anstieg zum Port de la Bonaigua (2072 m), einem Berg der 1. Kategorie, dem eine Abfahrt über 1000 Höhenmetern folgte. In weiteren 27 Kilometern begann der Anstieg zum Port del Cantò (1721 m) und auch hier folgte eine Abfahrt über etwa 1000 Höhenmeter. Vom andorianischen Grenzort Sant Julià de Lòria, auf etwa 900 Höhenmeter liegend, verlief die Rennstrecke auf der Carretera general 1, die entlang des Flusses Valira gebaut wurde, nach Andorra la Vella, wo sich der Zwischensprint befand. Von dort aus ging es weiter zu einem Berg der zweiten und dann einem der ersten Kategorie. Auf der Carretera general 3 führte die Etappe entlang der Orte Ordino, La Cortinada und El Serra und wechselte anschließend auf die Carretera d’Arcalis. Eine zehn Kilometer lange Serpentine führte zur Bergankunft im Wintersportgebiet Arcalis auf 2240 m, gewertet wurde dieser letzte Anstieg mit der Kategorie HC.
Nach einem Ruhetag in Andorra beendeten die Fahrer mit dem Anstieg zum Port d’Envalira (2408 m), einem Berg der ersten Kategorie, das Rennen in den Pyrenäen. Auf dieser zehnten Etappe wies die Strecke bis zum Côte de Saint-Ferréol (359 m), sieben Kilometer vor dem Etappenziel in Revel (217 m), keinen Anstieg mehr auf. Mit der 11. Etappe erreichten die Fahrer am Ziel in der Großstadt Montpellier das Mittelmeer. Eine Schwierigkeit dieser Flachetappe war der Mistral, wodurch die Fahrer mit starkem Seitenwind zu rechnen hatten.
Die 12. Etappe war weitgehend flach, nur auf den letzten Kilometern wandelte sie sich zu einer Hochgebirgsetappe, da der Mont Ventoux (1912 m), ein Berg der Kategorie H, in den Provenzalischen Voralpen das Ziel war. Aufgrund von erwarteten Sturmböen von mehr als 100 km/h auf dem Mont Ventoux wurde das ursprüngliche Ziel auf der Höhe von 1912 m zur Skistation Chalet Reynard auf 1435 m verlegt. Die Etappe war dadurch um 6 Kilometer auf 178 Kilometer verkürzt.
 Die 13. Etappe war ein 37,5 Kilometer langes Einzelzeitfahren auf flachem Terrain. Die Etappe begann in Bourg-Saint-Andéol, im Rhonetal und damit wieder unter dem Einfluss des Mistral, und verlief nach Westen bis zum Ziel in der Nähe von Vallon-Pont-d’Arc. Die 14. Etappe war erneut eine Flachetappe mit drei Bergwertungen der 4. Kategorie und einer Sprintwertung.
Mit der 15. Etappe erreichten die Fahrer das Juragebirge, einem Teil der Alpen. Sie hat sechs Bergwertungen, darunter einen der Kategorie H, auf dem Col du Grand Colombier (1531 m). Allerdings endete die Etappe wieder im Flachland auf 238 m Höhe in Culoz. Die 16. Etappe, die in Bern in der Schweiz ans Ziel kam, verlief relativ eben, wenn auch in fast 1000 m Höhe. Nach einem Ruhetag in Bern führte die 17. Etappe wieder ins Hochgebirge, in die Schweizer Gemeinde Finhaut. Eigentlich war die Etappe zweigeteilt, denn sie verlief ebenfalls über etwa 25 Kilometern entlang des Rhonetals, nahe dem Genfersee, auf etwa 450 m Höhe. Vor dem Flachstück lagen zwei Bergwertungen der Kategorie drei und danach eine der Kategorie eins und eine der Kategorie H, am Ort der Zielankunft. Die 18. Etappe war ein Zeitfahren über 17 Kilometern, wobei die Schwierigkeit darin bestand, dass die Fahrer von Sallanches nach Megève von 560 m Höhe auf 1095 m Höhe fahren sollten, mit dem Côte des Chozeaux (1219 m) als Höhepunkt. Auf der 19. Etappe ragten der Anstieg der Kategorie H zum Montée de Bisanne (1723 m) und zwei Anstiege der Kategorie eins heraus. Die 20. Etappe war die letzte Etappe in den Alpen und damit auch die letzte Hochgebirgsetappe mit Bergwertungen der 2ten-, 1ten- und H-Kategorie, letztere ein Pass, dem Col de Joux Plane (1691 m). Von Bedeutung waren auf dieser Etappe auch die Abfahrten, zweimal über etwa 1000 Höhenmeter und zuletzt über etwa 600 Höhenmeter zur Zielankunft in Morzine.
Die 21. Etappe, die letzte Etappe nach Paris, war wieder eine Flachetappe, mit Zielankunft auf der Avenue des Champs-Élysées.

#### Etappenplan
Die folgende Tabelle zeigt die Etappen der Tour de France 2016 mit Datum, Start- und Zielort, Kategorisierung und Etappenlänge. Außerdem sind der Etappensieger und der jeweils Führende in der Gesamtwertung nach der Etappe angegeben. In der ersten Spalte sind, falls vorhanden, die Einzelartikel zu jeder Etappe mit detaillierten Angaben zu Platzierung und Rennverlauf angegeben.
| Etappe     | Datum    | Etappenorte                                             | type                 | Länge (km) | Etappensieger     | Gesamtführender   |
| ---------- | -------- | ------------------------------------------------------- | -------------------- | ---------- | ----------------- | ----------------- |
| 1. Etappe  | 2. Jul.  | Le Mont-Saint-Michel – Utah Beach, Sainte-Marie-du-Mont | Flachetappe          | 188        | Mark Cavendish    | Mark Cavendish    |
| 2. Etappe  | 3. Jul.  | Saint-Lô – Cherbourg-en-Cotentin                        | Hügelige Etappe      | 183        | Peter Sagan       | Peter Sagan       |
| 3. Etappe  | 4. Jul.  | Granville – Angers                                      | Flachetappe          | 223,5      | Mark Cavendish    | Peter Sagan       |
| 4. Etappe  | 5. Jul.  | Saumur – Limoges                                        | Flachetappe          | 237,5      | Marcel Kittel     | Peter Sagan       |
| 5. Etappe  | 6. Jul.  | Limoges – Le Lioran                                     | Mittelschwere Etappe | 216        | Greg Van Avermaet | Greg Van Avermaet |
| 6. Etappe  | 7. Jul.  | Arpajon-sur-Cère – Montauban                            | Flachetappe          | 190,5      | Mark Cavendish    | Greg Van Avermaet |
| 7. Etappe  | 8. Jul.  | L’Isle-Jourdain – Lac de Payolle                        | Hochgebirgsetappe    | 162,5      | Steve Cummings    | Greg Van Avermaet |
| 8. Etappe  | 9. Jul.  | Pau – Bagnères-de-Luchon                                | Hochgebirgsetappe    | 184        | Chris Froome      | Chris Froome      |
| 9. Etappe  | 10. Jul. | Vielha e Mijaran – Andorra Arcalis                      | Hochgebirgsetappe    | 184,5      | Tom Dumoulin      | Chris Froome      |
|            | 11. Juli | Ruhetag in Andorra                                      | Ruhetag              |            |                   |                   |
| 10. Etappe | 12. Jul. | Escaldes-Engordany – Revel                              | Mittelschwere Etappe | 197        | Michael Matthews  | Chris Froome      |
| 11. Etappe | 13. Jul. | Carcassonne – Montpellier                               | Flachetappe          | 162,5      | Peter Sagan       | Chris Froome      |
| 12. Etappe | 14. Jul. | Montpellier – Chalet Reynard, Mont Ventoux              | Hochgebirgsetappe    | 178        | Thomas De Gendt   | Chris Froome      |
| 13. Etappe | 15. Jul. | Bourg-Saint-Andéol – La Caverne du Pont-d’Arc           | Einzelzeitfahren     | 37,5       | Tom Dumoulin      | Chris Froome      |
| 14. Etappe | 16. Jul. | Montélimar – Villars-les-Dombes, Parc des Oiseaux       | Flachetappe          | 208,5      | Mark Cavendish    | Chris Froome      |
| 15. Etappe | 17. Jul. | Bourg-en-Bresse – Culoz                                 | Hochgebirgsetappe    | 160        | Jarlinson Pantano | Chris Froome      |
| 16. Etappe | 18. Jul. | Moirans-en-Montagne – Bern                              | Hügelige Etappe      | 209        | Peter Sagan       | Chris Froome      |
|            | 19. Juli | Ruhetag in Bern                                         | Ruhetag              |            |                   |                   |
| 17. Etappe | 20. Jul. | Bern – Finhaut-Emosson                                  | Hochgebirgsetappe    | 184,5      | İlnur Zäkärin     | Chris Froome      |
| 18. Etappe | 21. Jul. | Sallanches – Megève                                     | Einzelzeitfahren     | 17         | Chris Froome      | Chris Froome      |
| 19. Etappe | 22. Jul. | Albertville – Saint-Gervais, Mont Blanc                 | Hochgebirgsetappe    | 146        | Romain Bardet     | Chris Froome      |
| 20. Etappe | 23. Jul. | Megève – Morzine-Avoriaz                                | Hochgebirgsetappe    | 146,5      | Ion Izagirre      | Chris Froome      |
| 21. Etappe | 24. Jul. | Chantilly – Paris, Avenue des Champs-Élysées            | Flachetappe          | 113        | André Greipel     | Chris Froome      |

#### Etappenprofile
Die folgende Tabelle zeigt Informationen zum Profil der Etappen (Länge, zu fahrende Höhenmeter bergauf und bergab, Anzahl der kategorisierten Anstiege) und wie sie von den Fahrern gemeistert wurden (Zeit und Durchschnittsgeschwindigkeit des Etappensiegers).
| Et. a | Länge      | Höhenmeter | Höhenmeter | Anzahl Bergwertungen b | Anzahl Bergwertungen b | Anzahl Bergwertungen b | Anzahl Bergwertungen b | Anzahl Bergwertungen b | Anzahl Bergwertungen b | Sp. c | Zeit d     | Ø e Geschw. |
| Et. a | Länge      | auf        | ab         | HC                     | 1.                     | 2.                     | 3.                     | 4.                     | Σ                      | Σ     | Zeit d     | Ø e Geschw. |
| ----- | ---------- | ---------- | ---------- | ---------------------- | ---------------------- | ---------------------- | ---------------------- | ---------------------- | ---------------------- | ----- | ---------- | ----------- |
| 1.    | 188,0 km   | 660 m      | 710 m      |                        |                        |                        |                        | 2                      | 2                      | 1     | 04:13:55 h | 44,4 km/h   |
| 2.    | 183,0 km   | 1.460 m    | 1.390 m    |                        |                        |                        | 1                      | 3                      | 4                      | 1     | 04:13:55 h | 44,4 km/h   |
| 3.    | 223,5 km   | 1.210 m    | 1.200 m    |                        |                        |                        |                        | 1                      | 1                      | 1     | 05:59:54 h | 37,3 km/h   |
| 4.    | 237,5 km   | 1.280 m    | 1.000 m    |                        |                        |                        |                        | 1                      | 1                      | 1     | 05:28:30 h | 43,4 km/h   |
| 5.    | 216,0 km   | 3.450 m    | 2.430 m    |                        |                        | 2                      | 3                      | 1                      | 6                      | 1     | 05:31:36 h | 39,1 km/h   |
| 6.    | 190,5 km   | 1.720 m    | 2.210 m    |                        |                        |                        | 2                      | 1                      | 3                      | 1     | 04:43:48 h | 40,3 km/h   |
| 7.    | 162,5 km   | 2.230 m    | 1.270 m    |                        | 1                      |                        |                        | 1                      | 2                      | 1     | 03:48:09 h | 42,7 km/h   |
| 8.    | 184,0 km   | 4.350 m    | 3.890 m    | 1                      | 2                      | 1                      |                        |                        | 4                      | 1     | 04:57:33 h | 37,1 km/h   |
| 9.    | 184,5 km   | 4.640 m    | 3.370 m    | 1                      | 3                      | 1                      |                        |                        | 5                      | 1     | 05:16:24 h | 35,0 km/h   |
| 10.   | 197,0 km   | 2.170 m    | 2.990 m    |                        | 1                      |                        | 1                      |                        | 2                      | 1     | 04:22:38 h | 45,0 km/h   |
| 11.   | 162,5 km   | 1.110 m    | 1.190 m    |                        |                        |                        |                        | 2                      | 2                      | 1     | 03:26:23 h | 47,2 km/h   |
| 12.   | 184,0 km   | 2.670 m    | 810 m      | 1                      |                        |                        | 1                      | 1                      | 3                      | 1     | 04:31:51 h | 40,6 km/h   |
| 13.   | 37,5 km    | 660 m      | 450 m      | –                      | –                      | –                      | –                      | –                      | –                      | –     | 00:50:15 h | 44,8 km/h   |
| 14.   | 208,5 km   | 1.610 m    | 1.420 m    |                        |                        |                        |                        | 3                      | 3                      | 1     | 05:43:49 h | 36,4 km/h   |
| 15.   | 160,0 km   | 4.080 m    | 4.080 m    | 1                      | 2                      | 1                      | 2                      |                        | 6                      | 1     | 04:24:49 h | 36,3 km/h   |
| 16.   | 209,0 km   | 2.010 m    | 2.090 m    |                        |                        |                        |                        | 1                      | 1                      | 1     | 04:26:02 h | 47,1 km/h   |
| 17.   | 184,5 km   | 3.750 m    | 2.350 m    | 1                      | 1                      |                        | 2                      |                        | 4                      | 1     | 04:36:33 h | 40,0 km/h   |
| 18.   | 17,0 km    | 650 m      | 110 m      | –                      | –                      | –                      | –                      | –                      | –                      | –     | 00:30:43 h | 33,2 km/h   |
| 19.   | 146,0 km   | 4.030 m    | 3.010 m    | 1                      | 2                      | 1                      |                        |                        | 4                      | 1     | 04:14:08 h | 34,5 km/h   |
| 20.   | 146,5 km   | 3.710 m    | 3.810 m    | 1                      | 2                      | 1                      |                        |                        | 4                      | 1     | 04:06:45 h | 35,6 km/h   |
| 21.   | 113,0 km   | 400 m      | 410 m      |                        |                        |                        |                        | 1                      | 1                      | 1     | 02:43:08 h | 41,6 km/h   |
| Σ     | 3.535,0 km | 47.850 m   | 40.190 m   | 7                      | 14                     | 7                      | 12                     | 18                     | 58                     | 19    | 89:04:48 h | 39,7 km/h   |

- fett = das jeweilige Maximum pro Spalte

### Wertungen im Tourverlauf
Die Tabelle zeigt den Führenden in der jeweiligen Wertung bzw. die Träger der Wertungstrikots oder farbigen Rückennummern am Ende der jeweiligen Etappe an. Eine detailliertere Übersicht über die Platzierungen nach einer Etappe bieten die einzelnen Etappenartikel, die in der ersten Spalte verlinkt sind.
| Etappe | Gesamtwertung           | Punktewertung            | Bergwertung           | Nachwuchswertung         | Teamwertung        | Kämpferischster Fahrer                       |
| ------ | ----------------------- | ------------------------ | --------------------- | ------------------------ | ------------------ | -------------------------------------------- |
| 1.     | Mark Cavendish (DDD)    | Mark Cavendish (1) (DDD) | Paul Voß (BOA)        | Edward Theuns (TFS)      | Lotto Soudal       | Anthony Delaplace (FVC)                      |
| 2.     | Peter Sagan (TNK)       | Peter Sagan (2) (TNK)    | Jasper Stuyven (TFS)  | Julian Alaphilippe (EQS) | Orica-BikeExchange | Jasper Stuyven (TFS)                         |
| 3.     | Peter Sagan (TNK)       | Mark Cavendish (DDD)     | Jasper Stuyven (TFS)  | Julian Alaphilippe (EQS) | Orica-BikeExchange | Thomas Voeckler (DEN)                        |
| 4.     | Peter Sagan (TNK)       | Peter Sagan (2) (TNK)    | Jasper Stuyven (TFS)  | Julian Alaphilippe (EQS) | Orica-BikeExchange | Oliver Naesen (IAM)                          |
| 5.     | Greg Van Avermaet (BMC) | Peter Sagan (2) (TNK)    | Thomas De Gendt (LTS) | Julian Alaphilippe (EQS) | BMC Racing Team    | Thomas De Gendt (LTS)                        |
| 6.     | Greg Van Avermaet (BMC) | Mark Cavendish (DDD)     | Thomas De Gendt (LTS) | Julian Alaphilippe (EQS) | BMC Racing Team    | Yukiya Arashiro (LAM)                        |
| 7.     | Greg Van Avermaet (BMC) | Mark Cavendish (DDD)     | Thomas De Gendt (LTS) | Adam Yates (OBE)         | BMC Racing Team    | Vincenzo Nibali (AST)                        |
| 8.     | Chris Froome (SKY)      | Mark Cavendish (DDD)     | Rafał Majka (TNK)     | Adam Yates (OBE)         | BMC Racing Team    | Thibaut Pinot (FDJ)                          |
| 9.     | Chris Froome (SKY)      | Mark Cavendish (DDD)     | Thibaut Pinot (FDJ)   | Adam Yates (OBE)         | Movistar Team      | Tom Dumoulin (TGA)                           |
| 10.    | Chris Froome (SKY)      | Peter Sagan (TNK)        | Thibaut Pinot (FDJ)   | Adam Yates (OBE)         | BMC Racing Team    | Peter Sagan (TNK)                            |
| 11.    | Chris Froome (SKY)      | Peter Sagan (TNK)        | Thibaut Pinot (FDJ)   | Adam Yates (OBE)         | BMC Racing Team    | Arthur Vichot (FDJ)                          |
| 12.    | Chris Froome (SKY)      | Peter Sagan (TNK)        | Thomas De Gendt (LTS) | Adam Yates (OBE)         | BMC Racing Team    | Thomas De Gendt (LTS)                        |
| 13.    | Chris Froome (SKY)      | Peter Sagan (TNK)        | Thomas De Gendt (LTS) | Adam Yates (OBE)         | BMC Racing Team    | nicht vergeben                               |
| 14.    | Chris Froome (SKY)      | Peter Sagan (TNK)        | Thomas De Gendt (LTS) | Adam Yates (OBE)         | BMC Racing Team    | Jérémy Roy (FDJ)                             |
| 15.    | Chris Froome (SKY)      | Peter Sagan (TNK)        | Rafał Majka (TNK)     | Adam Yates (OBE)         | Movistar Team      | Rafał Majka (TNK)                            |
| 16.    | Chris Froome (SKY)      | Peter Sagan (TNK)        | Rafał Majka (TNK)     | Adam Yates (OBE)         | Movistar Team      | Julian Alaphilippe & Tony Martin (beide EQS) |
| 17.    | Chris Froome (SKY)      | Peter Sagan (TNK)        | Rafał Majka (TNK)     | Adam Yates (OBE)         | Movistar Team      | Jarlinson Pantano (IAM)                      |
| 18.    | Chris Froome (SKY)      | Peter Sagan (TNK)        | Rafał Majka (TNK)     | Adam Yates (OBE)         | Movistar Team      | nicht vergeben                               |
| 19.    | Chris Froome (SKY)      | Peter Sagan (TNK)        | Rafał Majka (TNK)     | Adam Yates (OBE)         | Movistar Team      | Rui Alberto Costa (LAM)                      |
| 20.    | Chris Froome (SKY)      | Peter Sagan (TNK)        | Rafał Majka (TNK)     | Adam Yates (OBE)         | Movistar Team      | Jarlinson Pantano (IAM)                      |
| 21.    | Chris Froome (SKY)      | Peter Sagan (TNK)        | Rafał Majka (TNK)     | Adam Yates (OBE)         | Movistar Team      | nicht vergeben                               |
| Sieger | Chris Froome (SKY)      | Peter Sagan (TNK)        | Rafał Majka (TNK)     | Adam Yates (OBE)         | Movistar Team      | Peter Sagan (TNK)                            |

Anmerkungen zur Tabelle:

### Erste Tourwoche
Auf den ersten Etappen, die traditionell durch recht flaches Terrain verlaufen, konnte der Sprinter Mark Cavendish (DDD), der erfolgreichste Rennfahrer nach Etappensiegen bei der Tour in den letzten Jahren, wieder an seine Sprintdominanz aus den Jahren 2008 bis 2012 anknüpfen. In diesen Jahren gewann er jeweils mindestens drei Touretappen. In den Jahren 2013 bis 2015 kamen insgesamt nur drei weitere hinzu. In diesem Jahr entschied Cavendish die 1., 3. und 6. Etappe für sich und belegte auf der Rangliste der Rekordetappensieger bei der Tour de France am Ende der Woche mit insgesamt 29 Erfolgen den zweiten Platz hinter Eddy Merckx und vor Bernard Hinault. Durch den Erfolg auf der ersten Etappe gewann Cavendish zudem das erste Gelbe und das erste Grüne Trikot der 103. Frankreich-Rundfahrt.
Der Slowake Peter Sagan (TNK), der in den letzten vier Jahren jeweils das Grüne Trikot gewonnen hatte, nahm Cavendish mit dem Sieg auf der 2. Etappe und den dafür vergebenen Zeit- und Punktbonifikationen sowohl die Führung in der Gesamt- als auch in der Punktewertung ab. Während Sagan bis zur 5. Etappe in Gelb blieb, lieferte er sich gemeinsam mit Cavendish einen Kampf um Grün, während dessen die Führung in diesem Klassement mehrmals zwischen den beiden wechselte. Zum Ende der Woche hatte Mark Cavendish etwa 25 Punkte Vorsprung auf Sagan. Ebenfalls vorn in der Punktewertung klassiert war Marcel Kittel (EQS), der die 4. Etappe im Sprint für sich entscheiden konnte.
Die 5. Etappe führte erstmals in bergigeres Gelände. Sie wurde aus einer Ausreißergruppe heraus entschieden, der das Hauptfeld zuvor einen ungewöhnlich großen Vorsprung eingeräumt hatte. Mit einer Attacke am Col du Perthus gewann Greg Van Avermaet aus Belgien die Etappe und setzte sich in der Gesamtwertung mit über fünf Minuten Vorsprung auf den zweitplatzierten Julian Alaphilippe an die Spitze. Sein ehemaliger Fluchtkamerad und Landsmann Thomas De Gendt (LTS) übernahm die Führung in der Bergwertung, die zuvor von Paul Voß (BOA) und Jasper Stuyven (TFS) mit geringen Punktzahlen aus den Flachetappen angeführt worden war. Julian Alaphilippe blieb weiter bester Nachwuchsfahrer, er hatte das Weiße Trikot nach der zweiten Etappe erstmals übergestreift.
Die fünfte Etappe sorgte auch im Hinblick auf den Favoritenkreis für den Toursieg für erste Vorentscheidungen: sowohl Vincenzo Nibali (AST) ließ bereits am ersten steileren Berg abreißen und kam mit über acht Minuten Rückstand auf die übrigen Klassementfahrer an. Er sagte anschließend, sich voll auf die Helferrolle für Fabio Aru (AST) konzentrieren zu wollen. Auch Alberto Contador (TNK), geschwächt durch Sturzverletzungen aus der ersten und zweiten Etappe, handelte sich einen Zeitrückstand ein.
Nach der wieder flachen sechsten Etappe stand mit Etappe 7 der erste Hochgebirgsabschnitt auf dem Programm. Greg Van Avermaet fuhr im Gelben Trikot in die Ausreißergruppe, um seine BMC-Mannschaft nicht in die Nachführarbeit zu drängen, und konnte weitere 1:30 Minuten auf seine Verfolger im Gesamtklassement gutmachen. Gewonnen wurde der Abschnitt, der über den Col d’Aspin führte, allerdings von Steve Cummings (DDD), der seinen zweiten Tour-Etappensieg nach 2015 erreichte. Auch Vincenzo Nibali war in der Führungsgruppe dabei und holte sich etwa zwei Minuten auf den Favoritenkreis zurück. Probleme hatte Thibaut Pinot (FDJ), er verlor drei Minuten auf die Favoriten und damit auch die Aussicht auf die Wiederholung seines Podiumsplatzes von 2014.

### Endergebnis

Die Trikot- und Wertungssieger der Tour de France 2016
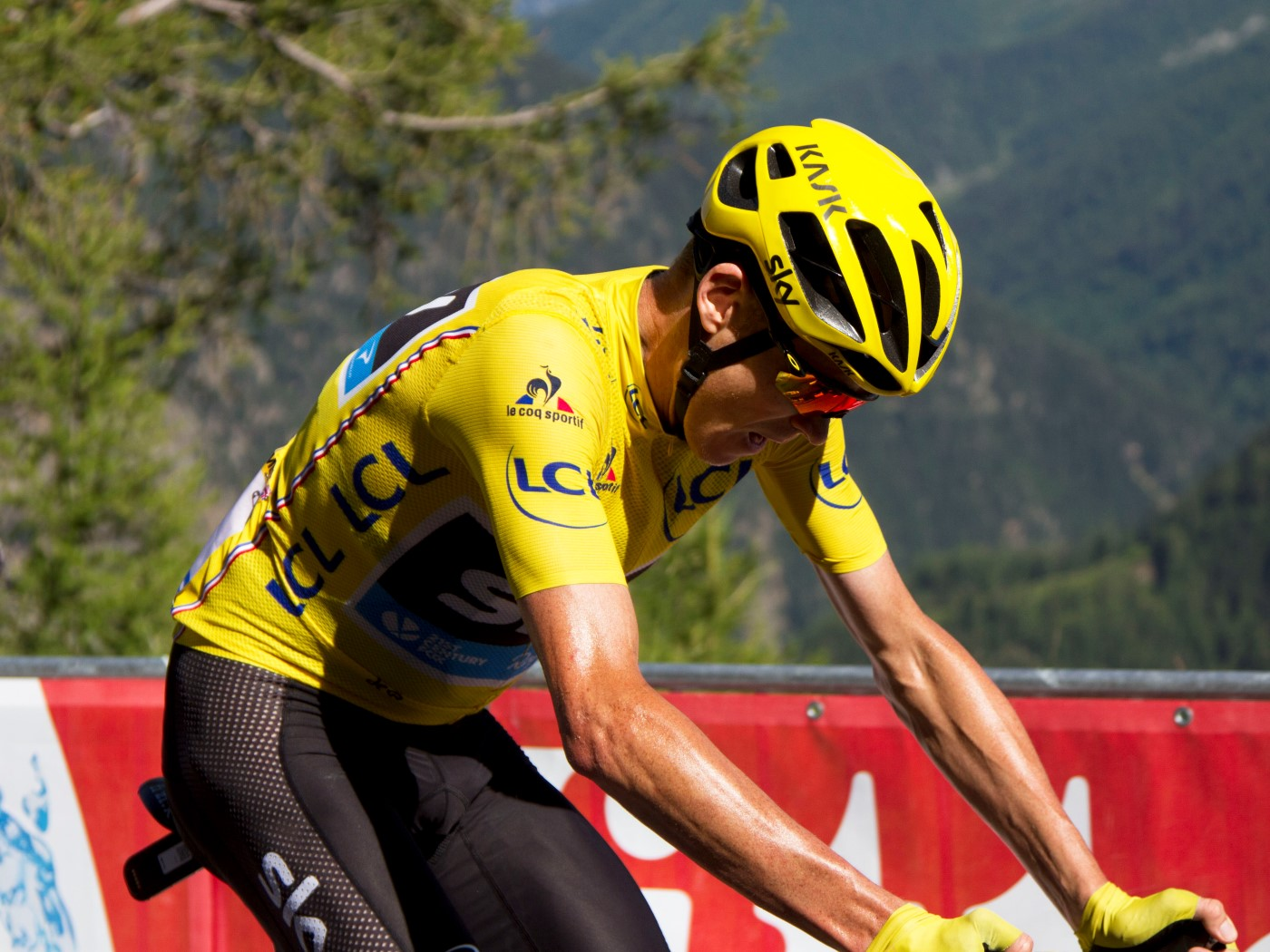
Chris Froome
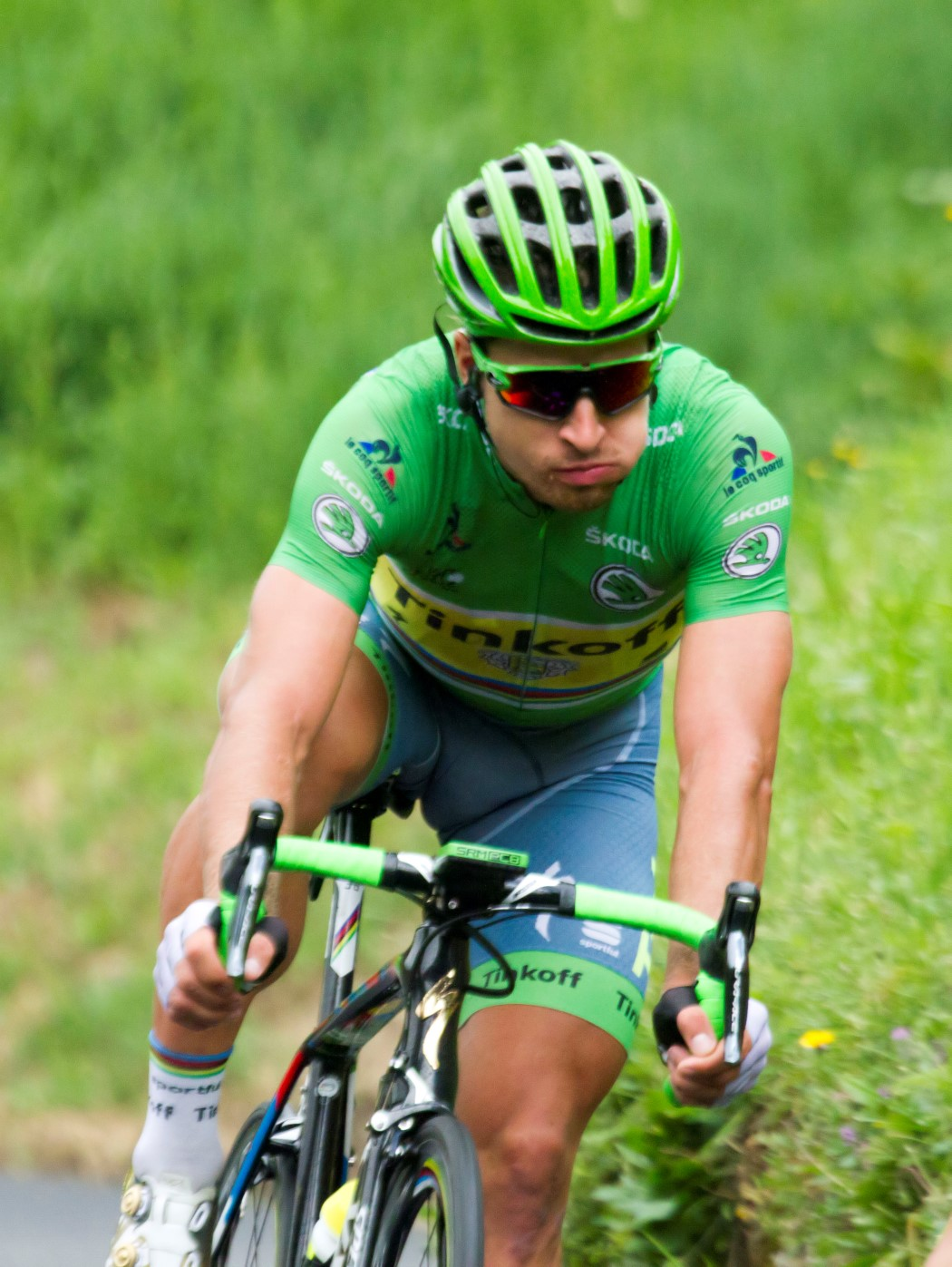
Peter Sagan
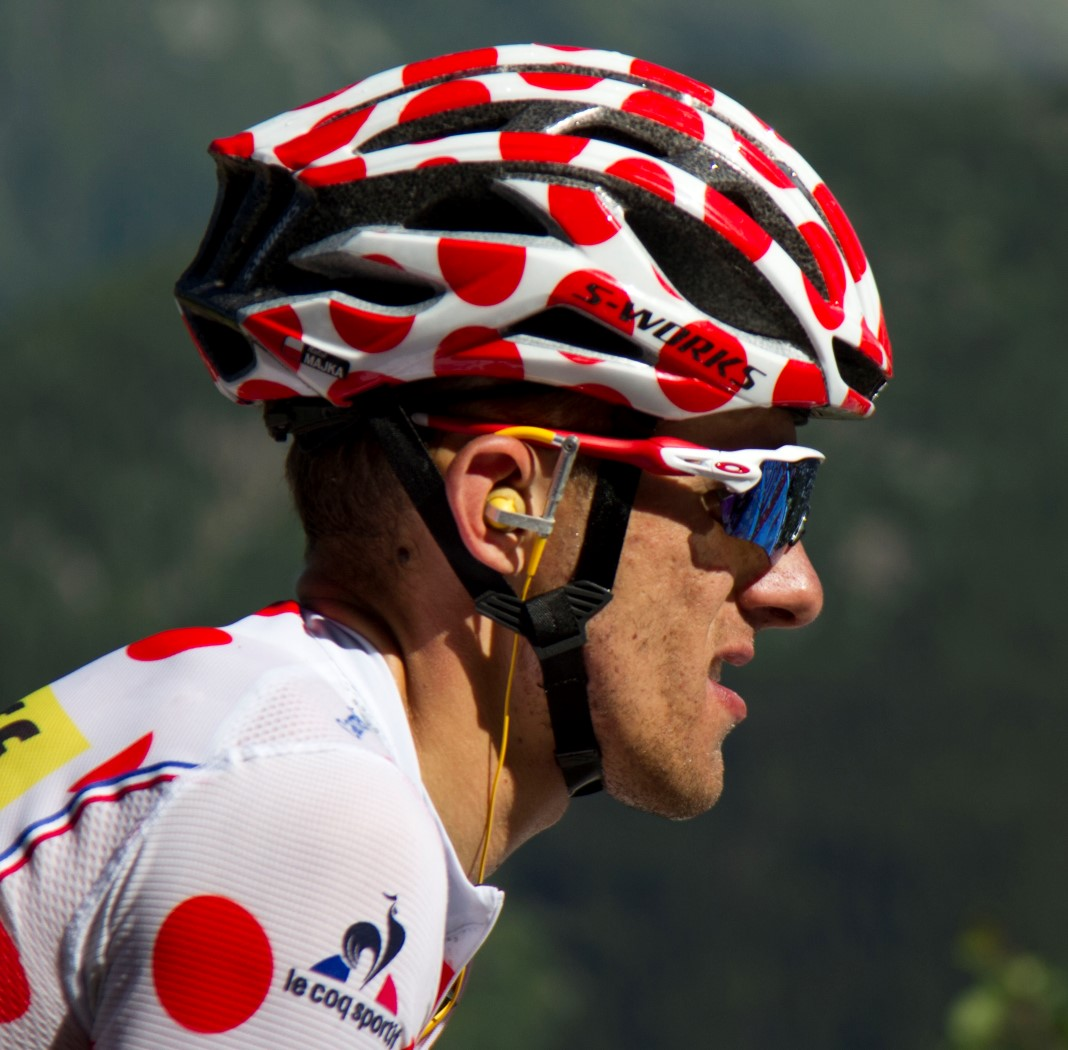
Rafał Majka
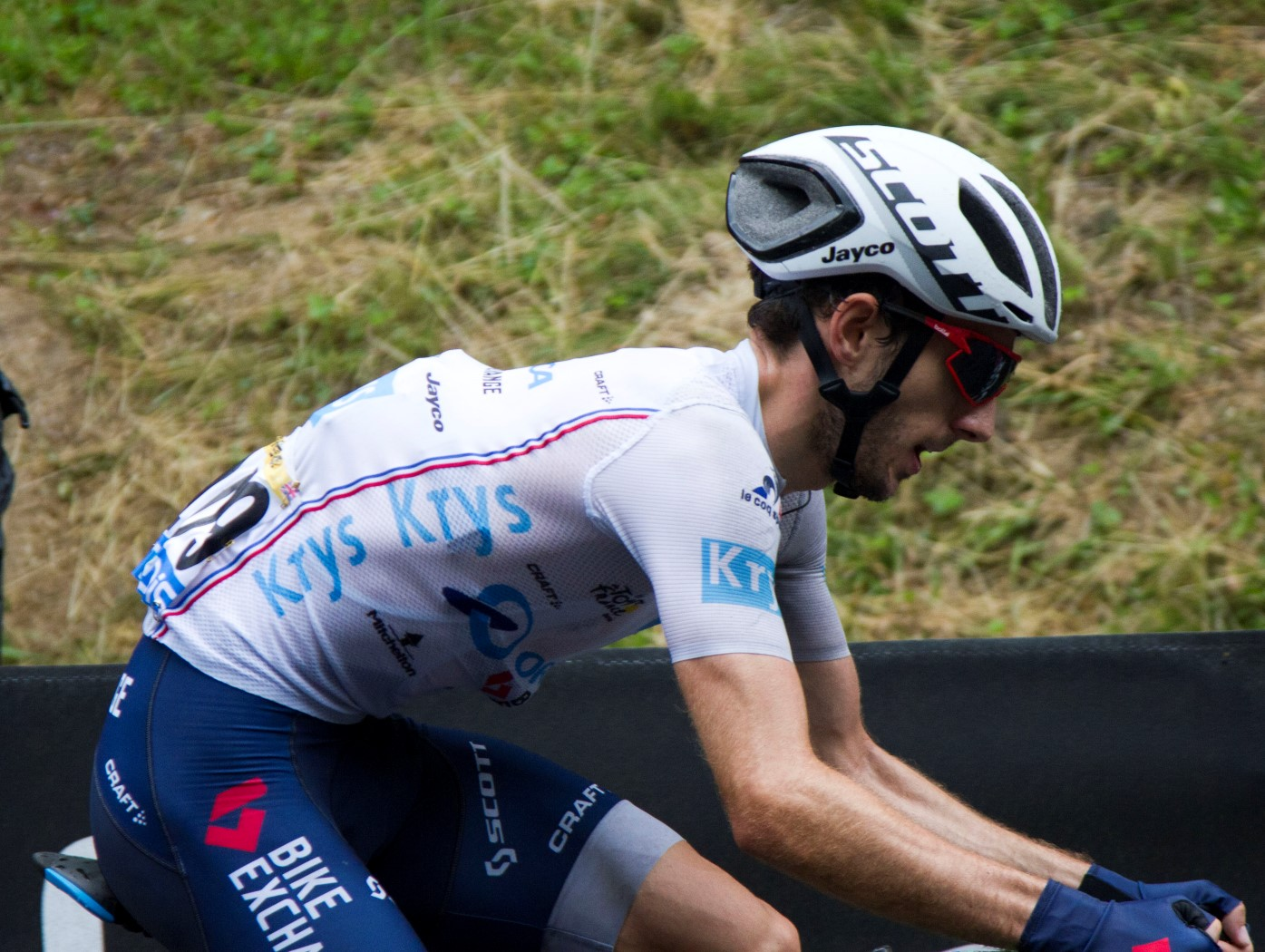
Adam Yates

Podium
Chris Froome aus der Sky-Mannschaft absolvierte die 3529 Kilometer der Tour in 89 Stunden, 4 Minuten und 48 Sekunden als Erster. Damit gelang ihm der dritte Sieg bei der Frankreich-Rundfahrt. Zum ersten Mal seit 1995 gelang es wieder einem Fahrer, den im Vorjahr errungenen Sieg zu wiederholen. Auf den zweiten Platz fuhr Romain Bardet (ag2r La Mondiale) mit knapp vier Minuten Rückstand auf Froome. Es war die bis dahin beste Platzierung des Franzosen bei einer Grand Tour, zuvor war Bardet zwei Mal unter die Besten zehn der Frankreich-Rundfahrt gekommen. Das Podium komplettierte Nairo Quintana (Movistar) aus Kolumbien, der 4:21 Minuten hinter dem Sieger lag und damit einen Platz schlechter abschnitt als im Vorjahr, als er Zweiter hinter Chris Froome wurde.
Top Ten
Den vierten Platz belegte überraschend der Brite Adam Yates (Orica-BikeExchange), der damit gleichzeitig die beste Zeit aller Jungprofis fuhr und den Sieg in der Nachwuchswertung davontrug. Den fünften Platz und damit seine bis dahin beste Platzierung bei einer großen Landesrundfahrt belegte Richie Porte (BMC) aus Australien. Er lag 5:17 Minuten hinter Chris Froome. Hinter Porte folgte Alejandro Valverde (Movistar) auf Platz sechs. Für Valverde war es bereits die 17. Top-Ten-Platzierung bei einer Grand Tour und die Zweite nach dem Bronzerang beim Giro d’Italia 2016. Auf Platz sieben fuhr Joaquim Rodríguez (Katusha), der bei der letzten Grand-Tour-Teilnahme seiner Karriere noch einmal wie 2010 und 2013 unter die besten Zehn gelangte. Zeitgleich mit Rodríguez (+ 6:58 min auf Froome) landete Louis Meintjes (Lampre-Merida, Südafrika) auf dem achten Gesamtrang und platzierte sich in der Nachwuchswertung auf dem zweiten Platz hinter Adam Yates. Der Ire Daniel Martin (Etixx-QuickStep) kam mit 7:04 Minuten Rückstand auf Froome auf den neunten Platz. Zehnter wurde Roman Kreuziger aus Tschechien, der nach dem Ausscheiden von Alberto Contador neuer Kapitän der Tinkoff-Mannschaft geworden war.
Gesamtwertung
Die Rundfahrt beendeten 174 von 198 gestarteten Fahrern, das sind etwa 88 % des Teilnehmerfeldes. Letzter der Gesamtwertung (Lanterne Rouge, „rote Laterne“) wurde Sam Bennett, der auf dem Champs-Élysées in Paris als 174. mit 5 Stunden, 17 Minuten und 14 Sekunden Rückstand auf den Gesamtführenden platziert war.
Punktewertung
Zum fünften Mal in Folge gewann Peter Sagan (Tinkoff) aus der Slowakei das Grüne Trikot des Führenden der Punktewertung. Sagan sammelte mit drei Etappensiegen und mehreren Aufenthalten in Fluchtgruppen insgesamt 470 Punkte und lag damit deutlich vor dem Deutschen Marcel Kittel (Etixx-QuickStep, 228 Punkte). Dritter in dieser Wertung wurde Michael Matthews (Orica-BikeExchange) aus Australien mit 199 Punkten. Der lange Zeit auf Schlagdistanz zu Sagan gelegene Mark Cavendish hatte die Tour de France 2016 vorzeitig verlassen und war damit auch aus der Punktewertung gestrichen worden.
Bergwertung
In der Bergwertung gewann der Pole Rafał Majka zum zweiten Mal nach 2014 das Gepunktete Trikot. Er erreichte 209 Punkte und gewann sieben der 58 ausgetragenen Bergwertungen. Ihm folgte Thomas De Gendt (Lotto-Soudal) aus Belgien mit 130 Punkten, dahinter platzierte sich der Kolumbianer Jarlinson Pantano (IAM) mit 121 Zählern auf Rang drei.
Mannschaftswertung
Die Mannschaftswertung entschied wie im Vorjahr das spanische Movistar Team für sich. Dahinter folgten das britische Team Sky und das BMC Racing Team aus den Vereinigten Staaten.
Kämpferischster Fahrer
Für seine aktive Fahrweise wurde Peter Sagan in einer Wahl zusätzlich zum Grünen Trikot auch mit der Roten Rückennummer des angriffslustigsten Fahrers der Tour de France 2016 ausgezeichnet. Er hatte diese Rote Rückennummer bereits einmal nach der 10. Etappe getragen.